# Список персонажей романа «Война и мир»

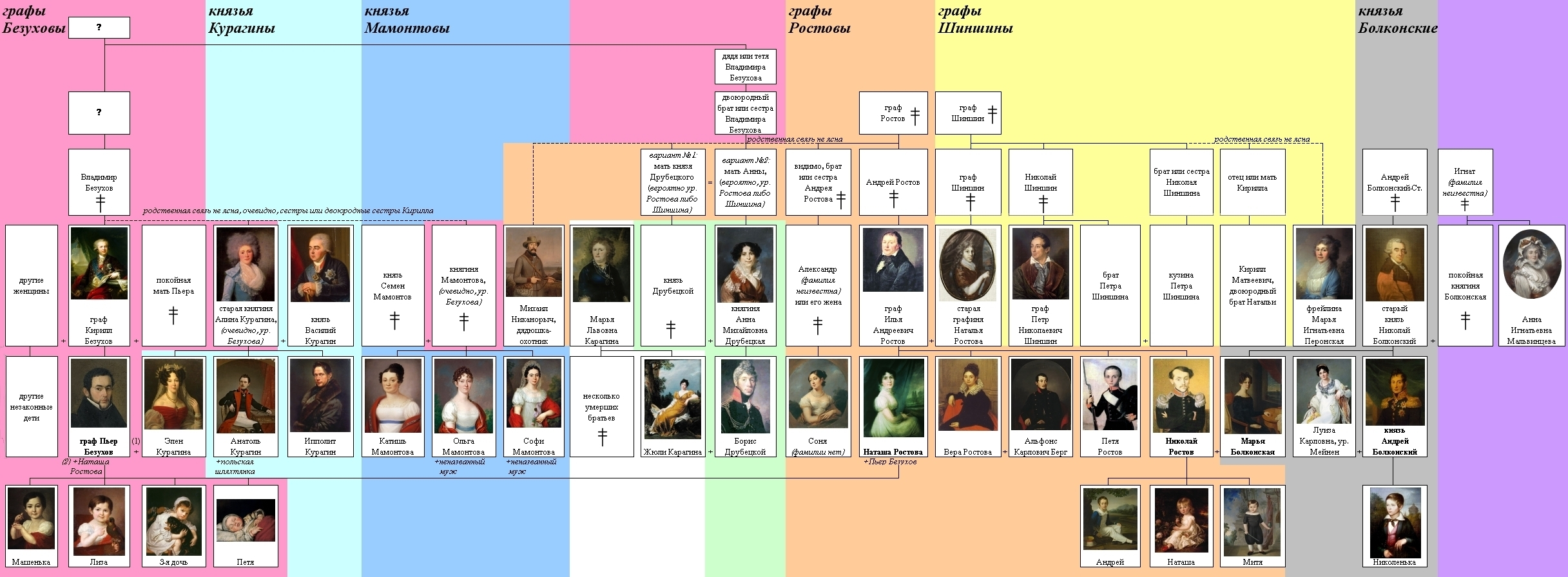
Родственные связи между вымышленными дворянскими родами в романе.

Ниже представлен список персонажей романа Льва Толстого «Война и мир». Список включает имена как основных, так и второстепенных и эпизодических действующих лиц романа.
Для удобства список разбит на две группы — основные действующие лица, категорированые по дворянским родам (в основном — вымышленные), и малозначительные персонажи, сгруппированные по сословной принадлежности. 
В дополнительную группу выделены исторические персоны — современники персонажам, упомянутые в тексте, но не фигурирующие в качестве действующих лиц книги. 
Если это возможно, указаны прототипы вымышленных лиц и приведены их портреты. Сам Толстой признавал наличие прототипов лишь у двух персонажей романа — Денисова и Ахросимовой.
Для каждого персонажа указана глава, в которой он впервые появляется на страницах романа. Первая цифра (римская) — номер тома (либо буква «Э» для эпилога), вторая (арабская) — номер части  этого тома, третья (римская) — номер главы.

## Центральные персонажи

### Графы Ростовы
1. Илья Андреевич Ростов, граф. I, 1, X. Прототип — дед писателя Илья Андреевич Толстой.
2. Наталья Ростова (урожд. Шиншина), графиня, жена Ильи Ростова. I, 1, X. Прототип —Пелагея Николаевна Толстова (Горчакова), бабушка писателя[2].
  1. Вера Ильинична Ростова. I, 1, XI. Прототип — свояченица писателя, сестра Софьи Толстой — Елизавета Андреевна Берс[3].
  2. Николай Ильич Ростов. I, 1, VIII. Прототип — отец писателя Николай Ильич Толстой.
    1. Андрей (Андрюша) Николаевич Ростов, сын Николая Ростова и Марьи Болконской. Э, 1, IX
    2. Наталья Николаевна Ростова, дочь Николая Ростова и Марьи Болконской. Э, 1, IX
    3. Дмитрий (Митя) Николаевич Ростов, сын Николая Ростова и Марьи Болконской. Э, 1, IX

  3. Наталья (Наташа) Ильинична Ростова, дочь Ильи и Натальи Ростовых, в браке графиня Безухова, вторая жена Пьера. I, 1, VIII. Прототип — сёстры Берс: свояченица писателя Татьяна Андреевна Кузминская и её сестра, жена писателя Софья Андреевна Толстая. Татьяна, в частности, принимала яд из-за разорванной помолвки.
  4. Пётр (Петя) Ильич Ростов. I, 1, VIII

- Софья Александровна (Соня), племянница графа Ростова. I, 1, VIII. Прототип — Татьяна Александровна Ергольская, троюродная тетка писателя, воспитывавшая его после смерти матери[3].

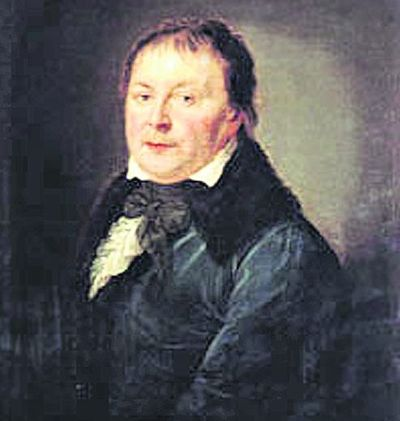
Толстой Илья Андреевич, дед писателя
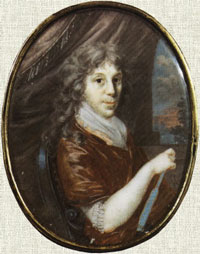
Пелагея Николаевна Толстая, бабушка писателя
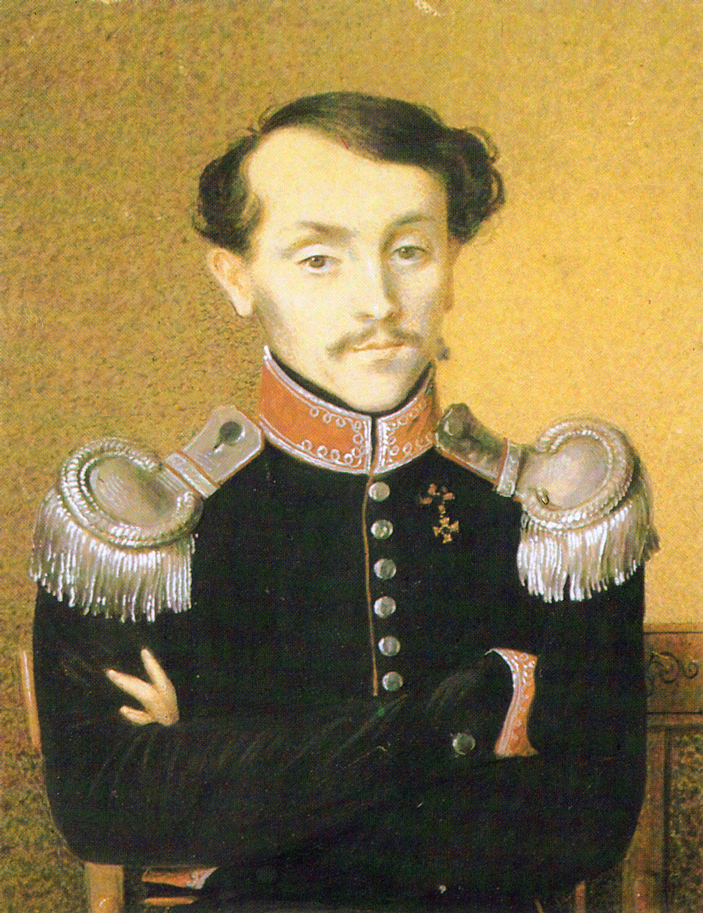
Николай Ильич Толстой, отец писателя
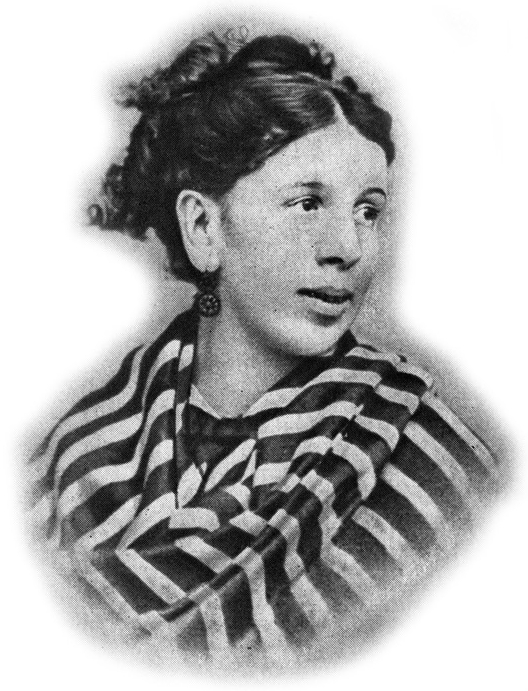
Кузминская Татьяна Андреевна

### Князья Болконские
1. Николай Андреевич Болконский, князь, отец  княжны Марии и князя Андрея. I, 1, XXII. Прототип — дед писателя Николай Сергеевич Волконский.
  1. Марья Николаевна Болконская (княжна Марья), позже — графиня Ростова, жена Николая Ростова. I, 1, XXII. Прототип — мать писателя Мария Николаевна Волконская.
  2. Андрей Николаевич Болконский,(князь Андрей). I, 1, III. Не имеет ярко выраженных прототипов. Элементы военной карьеры прослеживаются в судьбе Николая Тучкова, Фёдора Тизенгаузена[4] и Петра Волконского[5]. Неудавшийся брак Наташи и Андрея частично срисован с неудавшегося брака Кузьминской и брата писателя Сергея — однако эти отношения не сложились из-за того, что Сергей не отказался от побочной семьи с цыганкой[6][7].
  3. Елизавета Карловна Болконская (Лиза, Lise) (урожд. Мейнен), жена князя Андрея. I, 1, II. Прототип — Луиза Ивановна Волконская, урожд. Трусон — (1825—1899), жена (с 1842 г.) троюродного брата писателя кн. Александра Алексеевича Волконского[8].
    1. Николай Андреевич Болконский, сын князя Андрея, внук старого князя Болконского. II, 1, IX

  4. Антон, II, 2, XI — старый дядька князя Андрея.

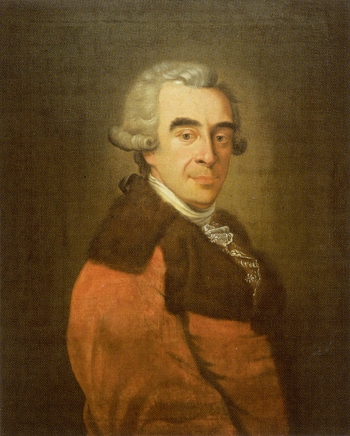
Волконский, Николай Сергеевич
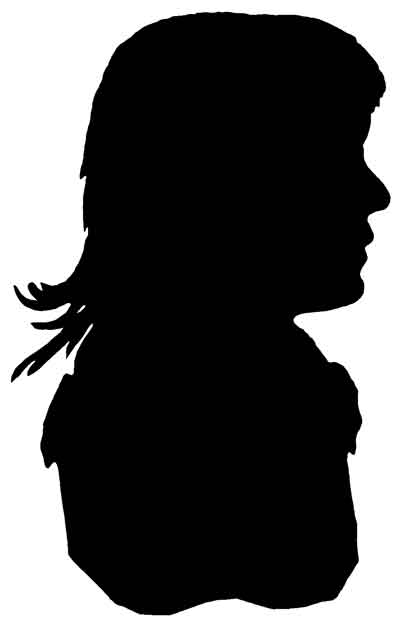
Волконская, Марья Николаевна в возрасте 8 лет
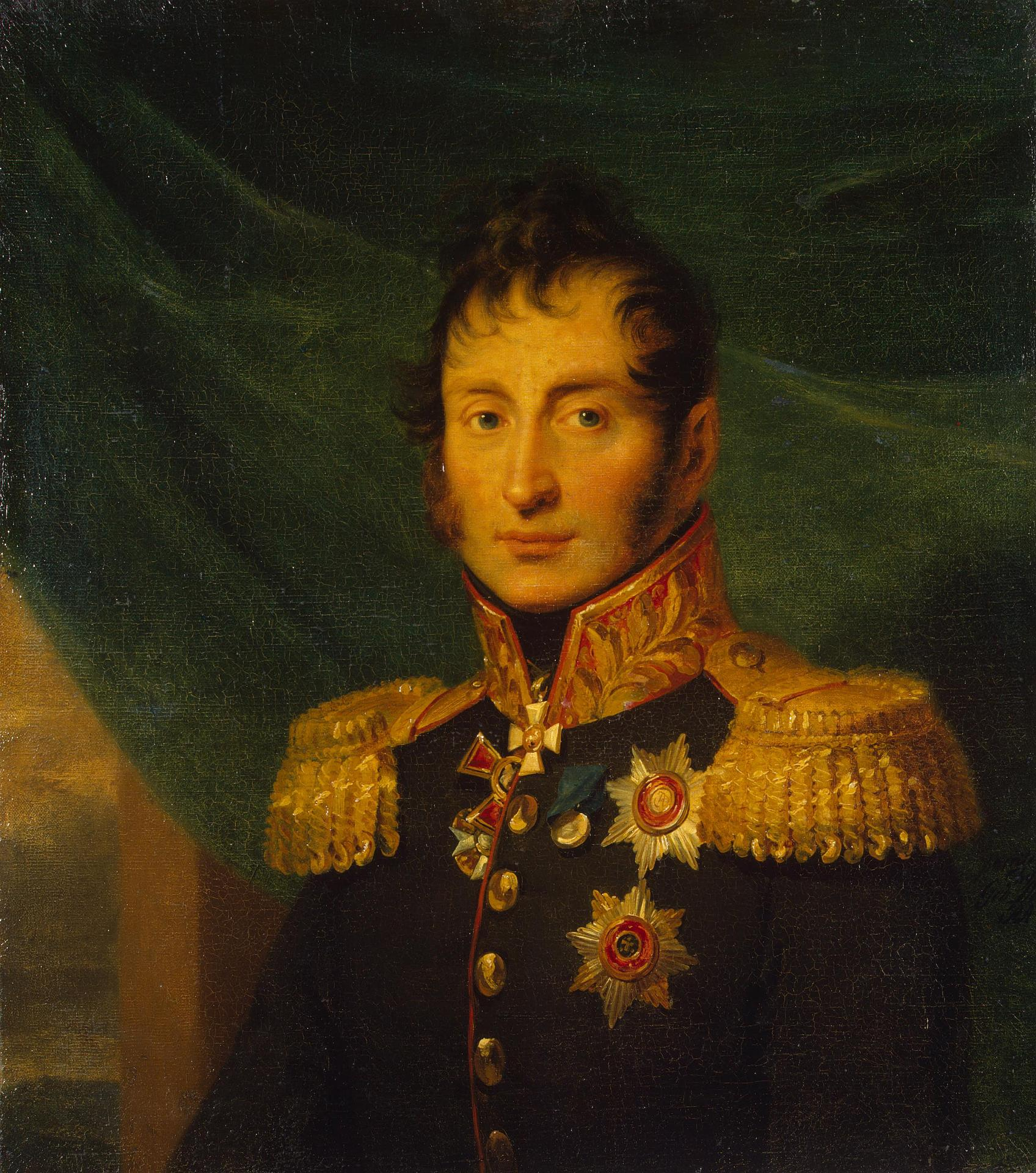
Тучков, Николай Алексеевич
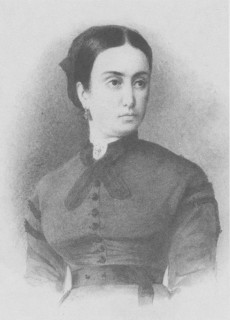
Луиза Ивановна Волконская

### Князья Курагины
1. Василий Сергеевич Курагин, князь. I, 1, I. Прототип — Алексей Борисович Куракин.
2. Элен Курагина (Aline), жена князя Василия и родственница старого Безухова. I, 3, II
  1. Анатолий Васильевич (Анатоль) Курагин, младший сын князя Василия. I, 1, VI. Частичный прототип — Анатолий Барятинский. История неудавшегося соблазнения им Наташи основывается на аналогичном эпизоде из жизни Татьяны Кузьминской и Анатолия Львовича Шостака[6][9].
  2. Ипполит Васильевич Курагин, сын князя Василия. I, 1, II
  3.  Елена Васильевна (Элен) Курагина, позже — графиня Безухова, дочь князя Василия, первая жена Пьера. I, 1, II, 3.
 Прекрасные плечи и развратность, возможно, отсылают к Екатерине Павловне Скавронской-Багратион. Колебания между иностранным принцем и пожилым сановником — аналогичны колебаниям Надежды Сергеевной Акинфовой, современницы Льва Толстого.

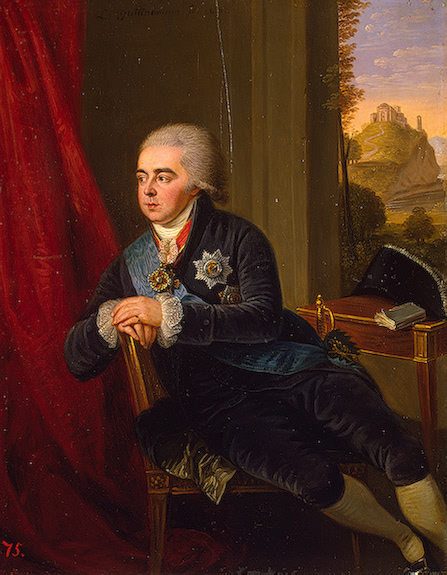
Куракин, Алексей Борисович

### Графы Безуховы
1. Кирилл Владимирович Безухов, граф, отец Пьера, крёстный отец Бориса Друбецкого. I, 1, XXIII. Вероятный прототип — канцлер Александр Безбородко.
  1.  Пётр Кириллович (Пьер) Безухов, граф. I, 1, II. В отличие от многих других персонажей романа, точного прототипа Пьер не имеет. Отмечают его внутреннее сходство с самим писателем, а также с его более ранним персонажем Дмитрием Нехлюдовым, который, в свою очередь, основан на друге молодости Дмитрии Алексеевиче Дьякове (1823—1891), крёстном дочери Толстого Татьяны, толстом и добром человеке. Однако в итоговом персонаже все эти черты очень сильно переработаны и изменены[6]. Носивший очки Пётр Андреевич Вяземский, по легенде — штатский (на самом деле военный)[10] свидетель Бородинского сражения, послужил Толстому одним из прообразов Пьера в этом эпизоде[11].
    1. Пётр Петрович (Петя) Безухов, сын Пьера и Наташи
    2. Елизавета Петровна (Лиза) Безухова, дочь Пьера и Наташи
    3. Мария Петровна (Маша) Безухова, дочь Пьера и Наташи
    4. Дочь Пьера и Наташи — ?

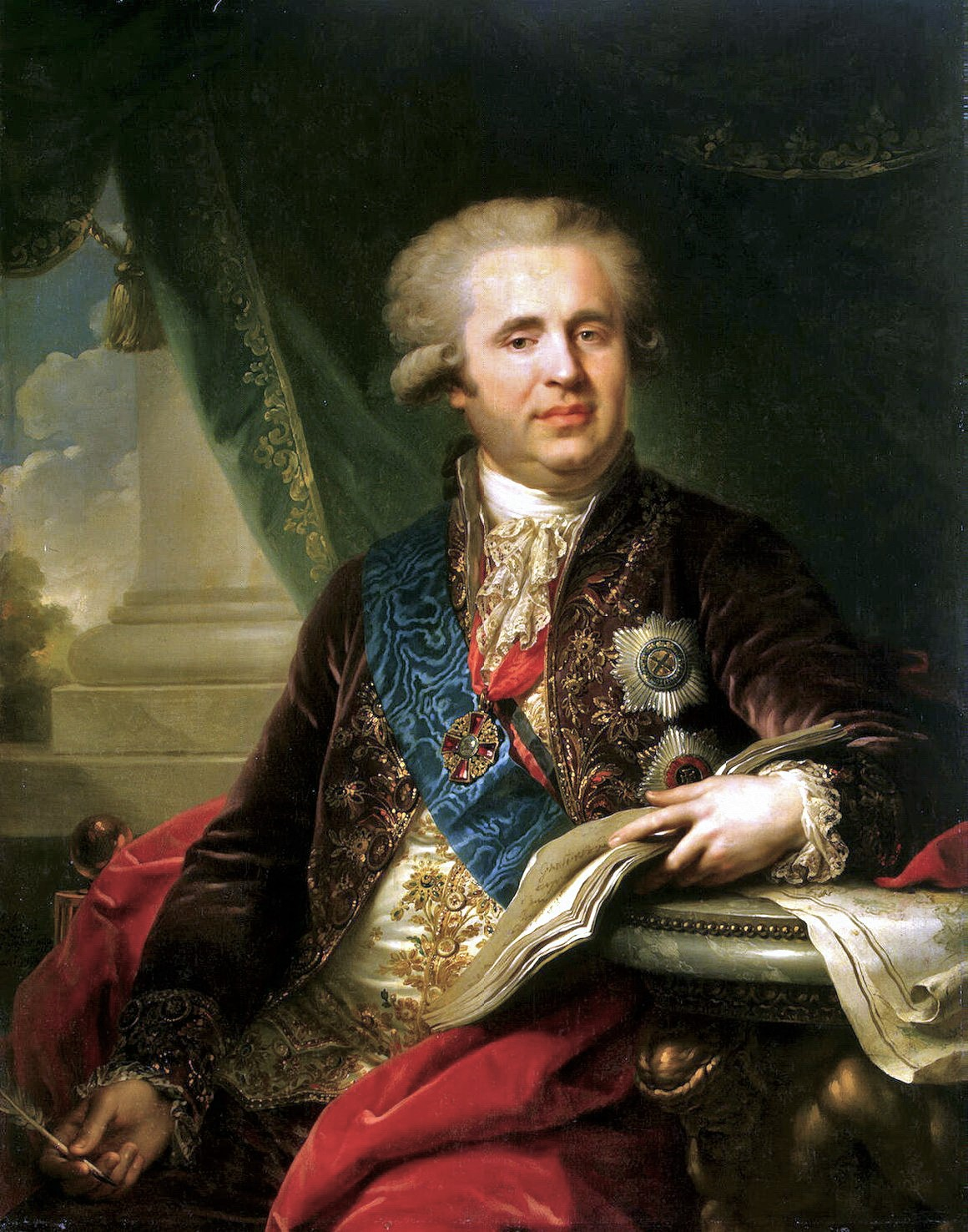
Безбородко, Александр Андреевич
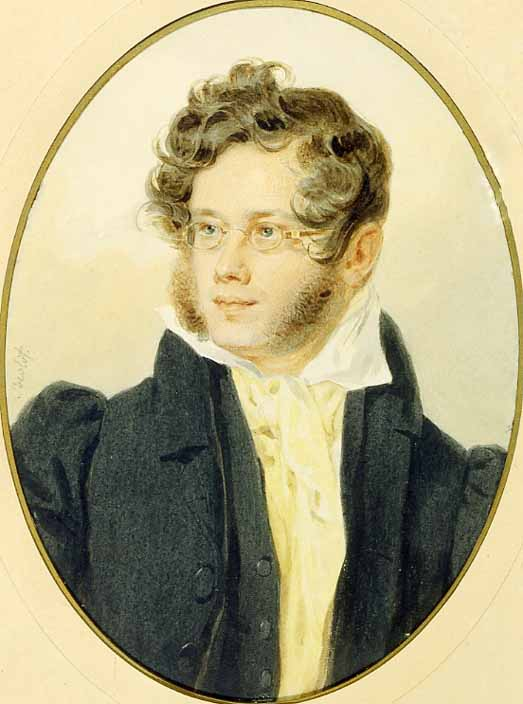
Вяземский, Пётр Андреевич

### Князья Друбецкие
1. Анна Михайловна Друбецкая, княгиня I, 1, V
  1. Борис Друбецкой, сын её. I, 1, VIII

### Княжны Мамонтовы
- Катерина Семёновна (Катишь) Мамонтова, княжна, старшая из племянниц графа Кирилла Безухова. I, 1, XVI
- Ольга Семёновна Мамонтова, средняя из племянниц графа Кирилла Безухова. I, 1, XVI
- Софья Семёновна (Софи) Мамонтова, младшая из племянниц графа Кирилла Безухова. I, 1, XVI

### Карагины
1. Марья Львовна Карагина. I, 1, VII
  1. Жюли Карагина, дочь Марьи Львовны. I, 1, VII. В ранних редакциях романа переписка Марьи Болконской и Жюли Карагиной почти дословно повторяет письма Марии Александровны/Аполлоновны Волковой (1786—1859) к петербургской подруге и родственнице Варваре Александровне Ланской[12].

### Долоховы
1. Марья Ивановна Долохова, мать Фёдора Долохова. II, 1, X
  1. Фёдор Иванович Долохов, офицер Семёновского полка I, 1, VI. Прототипами его послужили партизан Иван Семёнович Дорохов, дуэлянт Фёдор Иванович Толстой-Американец (дальняя родня писателя) и партизан Александр Самойлович Фигнер[3][13][14].
  2. горбатая сестра Долохова.

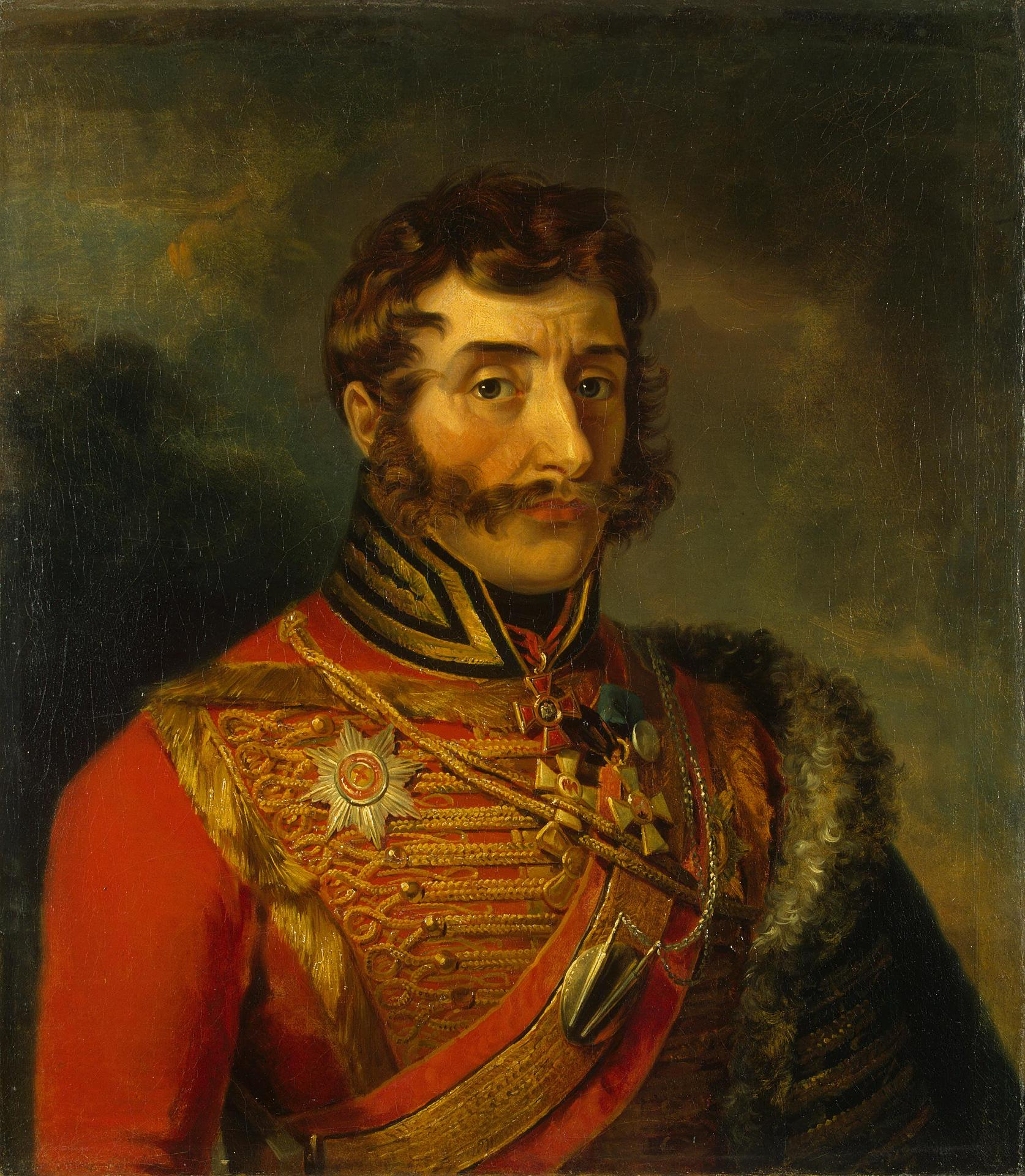
Дорохов, Иван Семёнович

### Прочие
- Марья Дмитриевна Ахросимова. I, 1, XV. Прототип — Настасья Дмитриевна Офросимова[14], что признавал и сам Лев Толстой.
- Альфонс/Адольф Карлович Берг, поручик/капитан/полковник; муж Веры Ростовой. I, 1, XV
- Билибин, дипломат. I, 2, X
- мадмуазель Амалия Карловна/Евгеньевна (Амели) Бурьенн (фр. m-lle Amélie Bourienne), компаньонка княжны Марьи. I, 1, XXV
- Василий Дмитриевич/Фёдорович Денисов, ротмистр/майор/подполковник/генерал, эскадронный командир, I, 2, IV. Прототипом послужил Денис Давыдов, что признавал и сам Лев Толстой[14].
- Платон Каратаев. IV, 1, XII
- Морио, аббат. I, 1, II — прототип итальянский аббат Пьяттоли (Пиатоли), воспитатель князя А. А. Чарторыйского[14].
- Мортемар, виконт. I, 1, II — возможный прототип Жозеф де Местр[14][15].
- Тушин, артиллерийский капитан. I, 2, XV. Прототип отчасти — Илья Радожицкий, записками[16] которого писатель пользовался[10]. Кроме того — штабс-капитан артиллерии Я. И. Судаков. По части характера — брат писателя Николай Николаевич Толстой[17].
- Анна Павловна Шерер — фрейлина вдовствующей императрицы Марии Фёдоровны. I, 1, I
- Пётр Николаевич Шиншин — двоюродный брат графини Ростовой. I, 1, XV
- Марсель

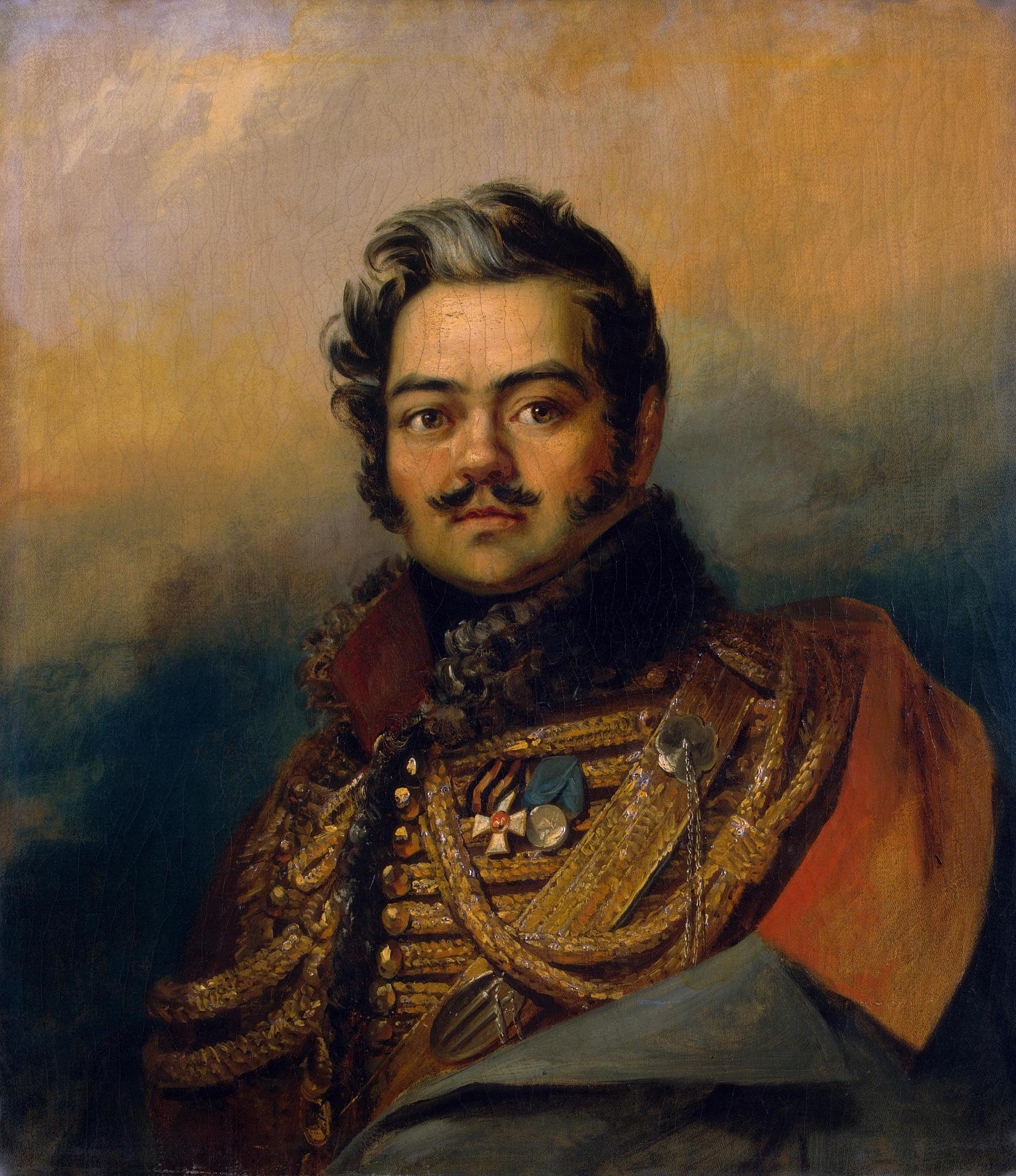
Денис Давыдов
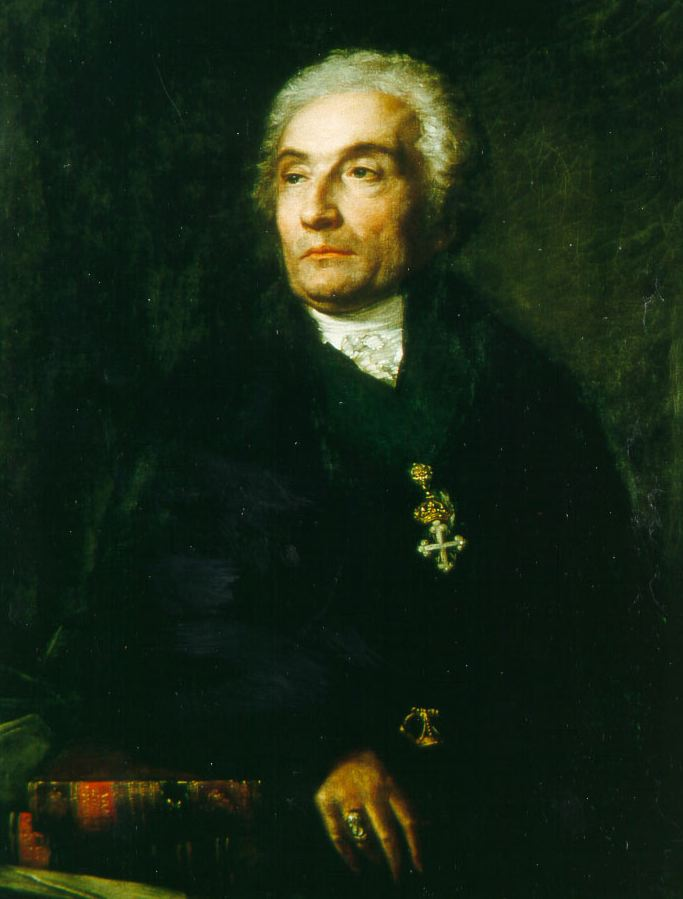
Жозеф де Местр

## Второстепенные персонажи
В отличие от вымышленных центральных персонажей романа, большая часть этих героев является реальными историческими лицами.

### Императоры
- Александр I, император Российской империи . I, 3, VIII
- Наполеон I, император Франции . I, 3, XIV
- Франц II, император Австрии . I, 2, XII

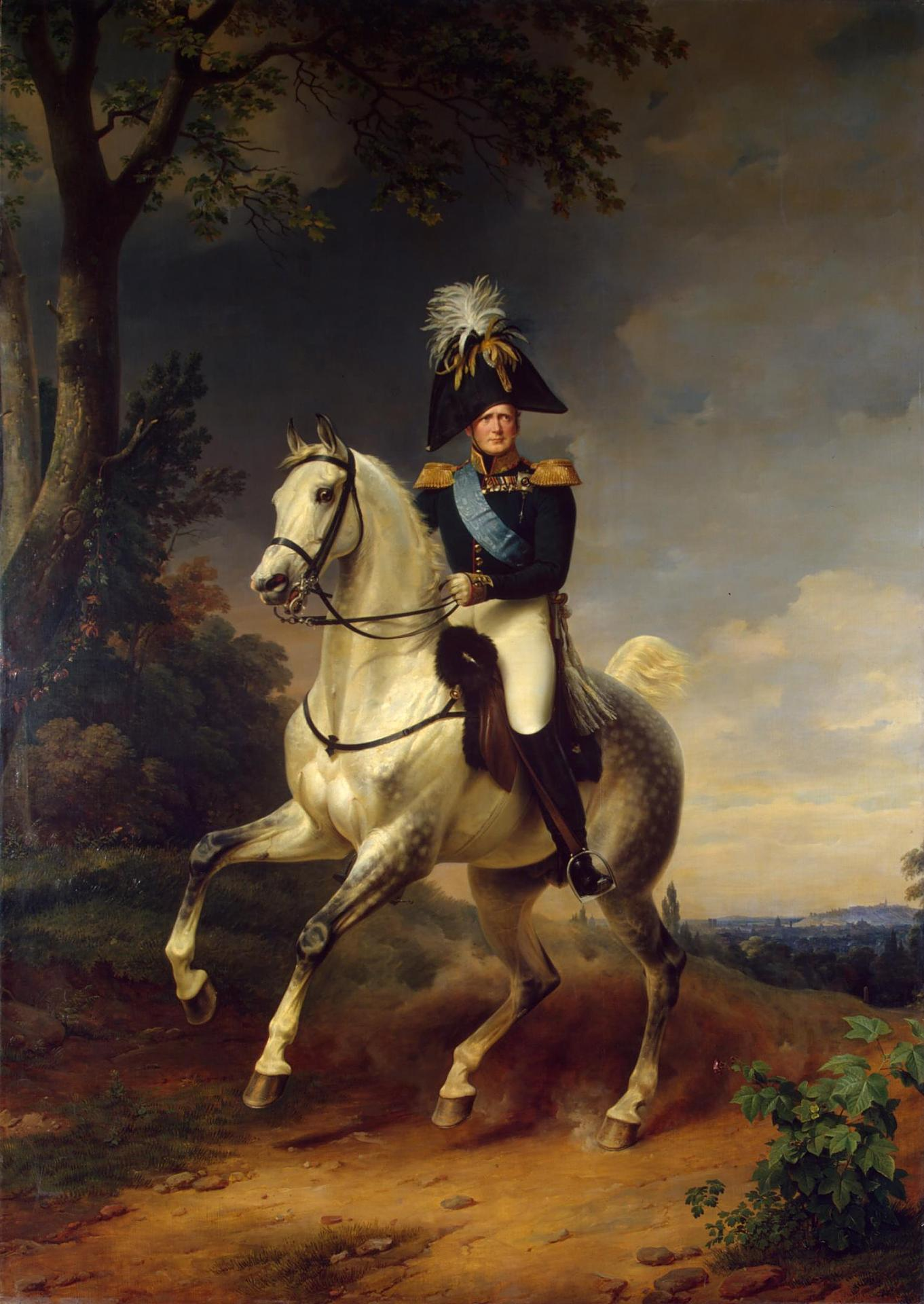
Александр
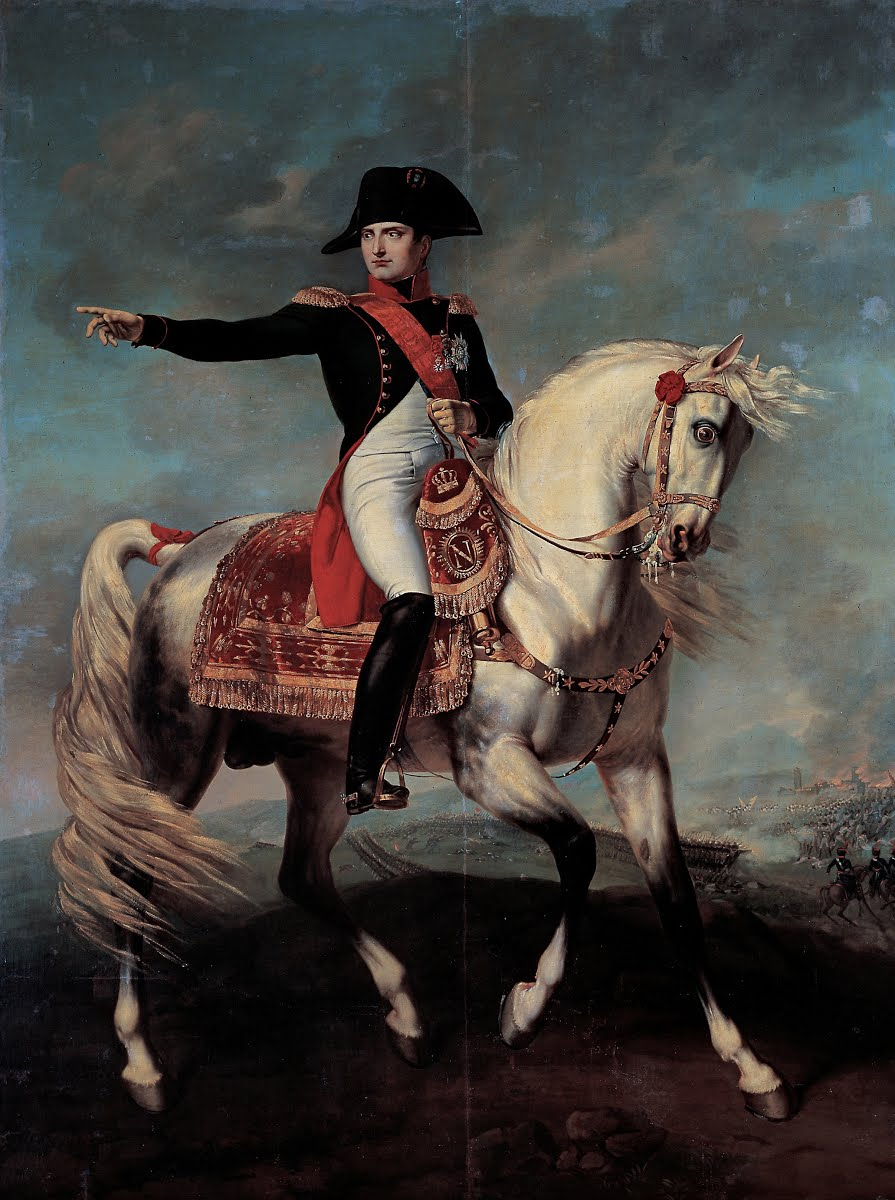
Наполеон
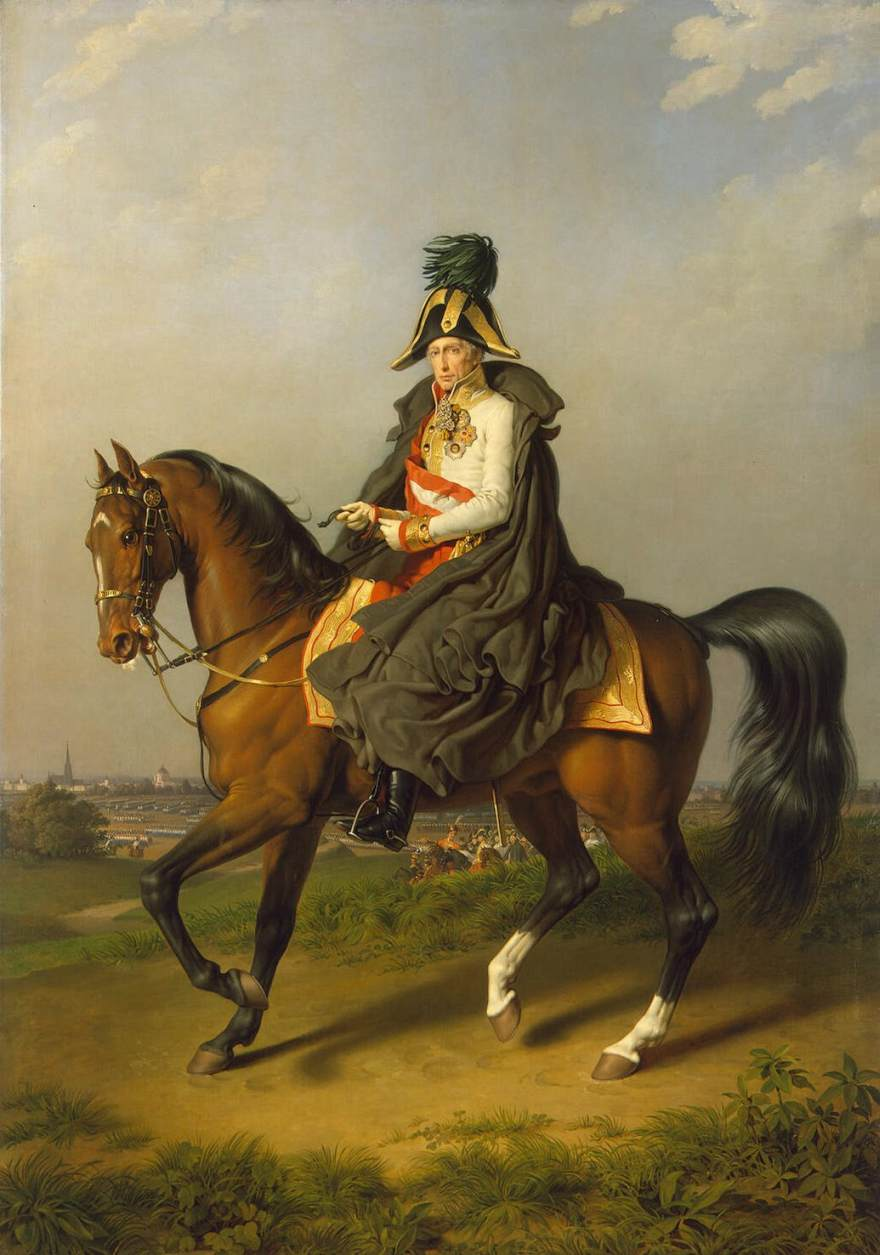
Франц

### Военные
Офицеры российского и иностранного происхождения, а также представители союзных армий.

#### Полководцы
- Пётр Иванович Багратион, генерал-лейтенант. I, 2, XIII
- Михаил Богданович Барклай де Толли, генерал-лейтенант. III, 1, IX
- Михаил Илларионович Кутузов, генерал-фельдмаршал, главнокомандующий русской армией. I, 2, II
- Александр Петрович Тормасов, генерал от кавалерии, командующий 3-й русской армией. III, 1, IХ

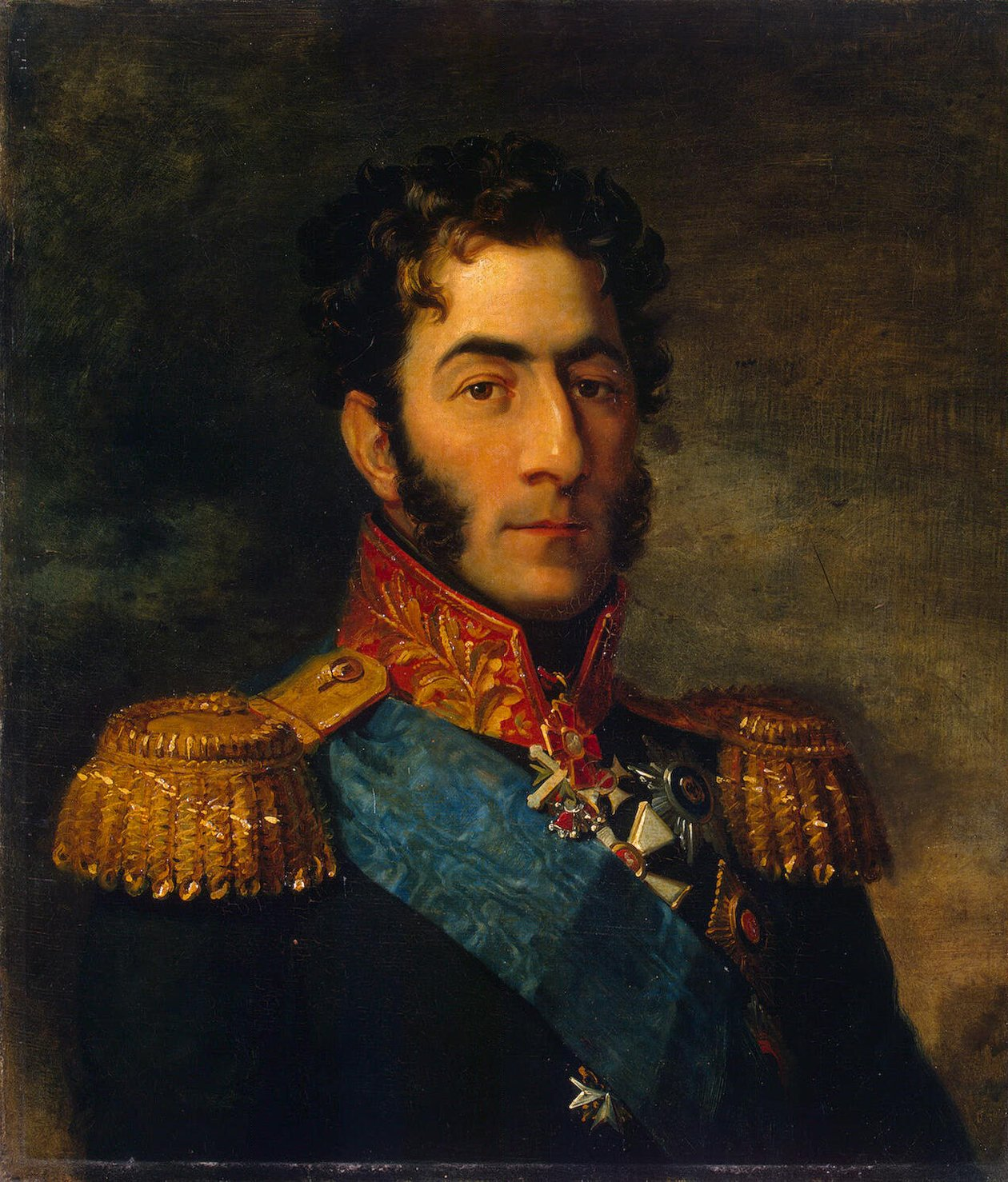
Багратион
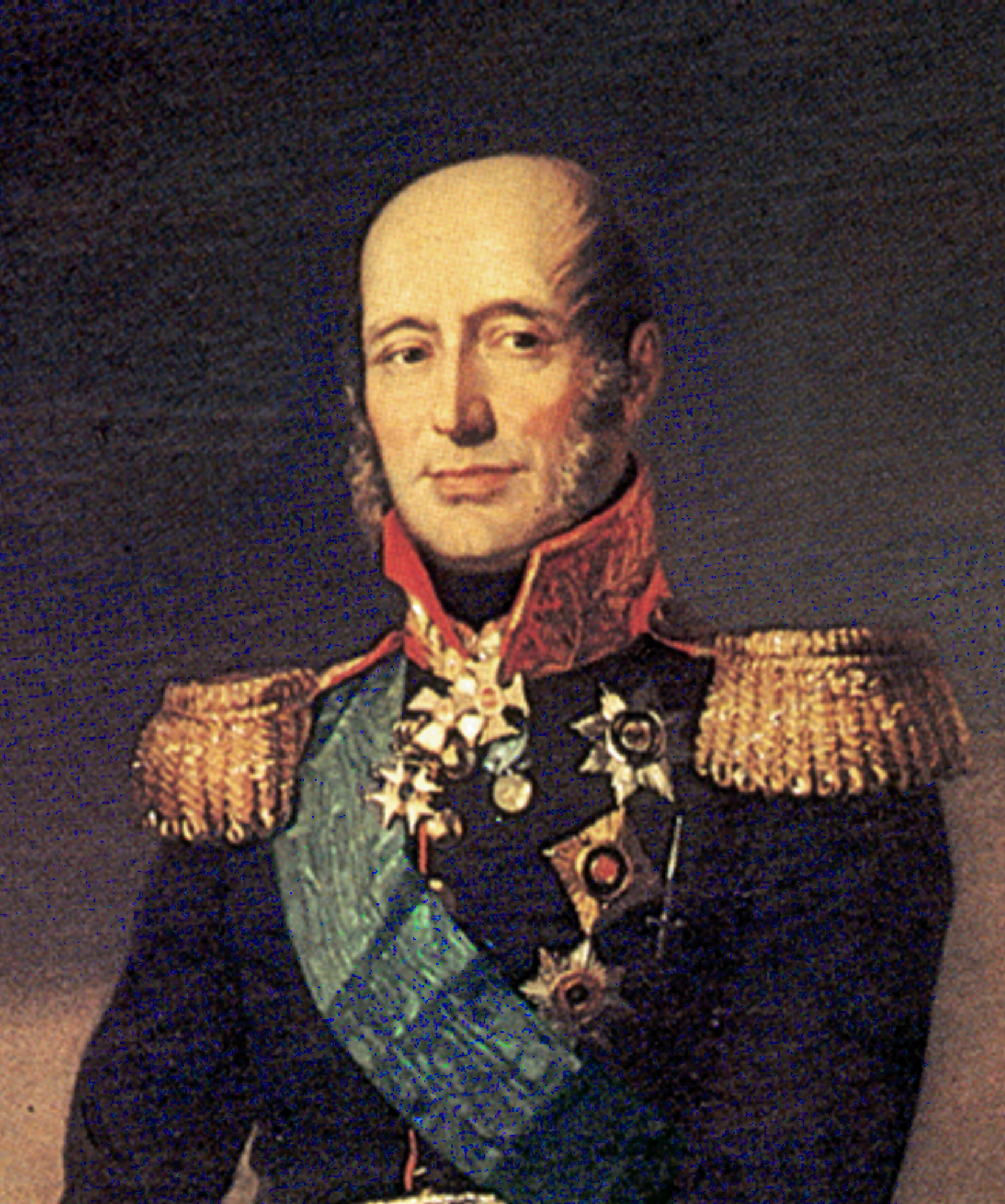
Барклай де Толли
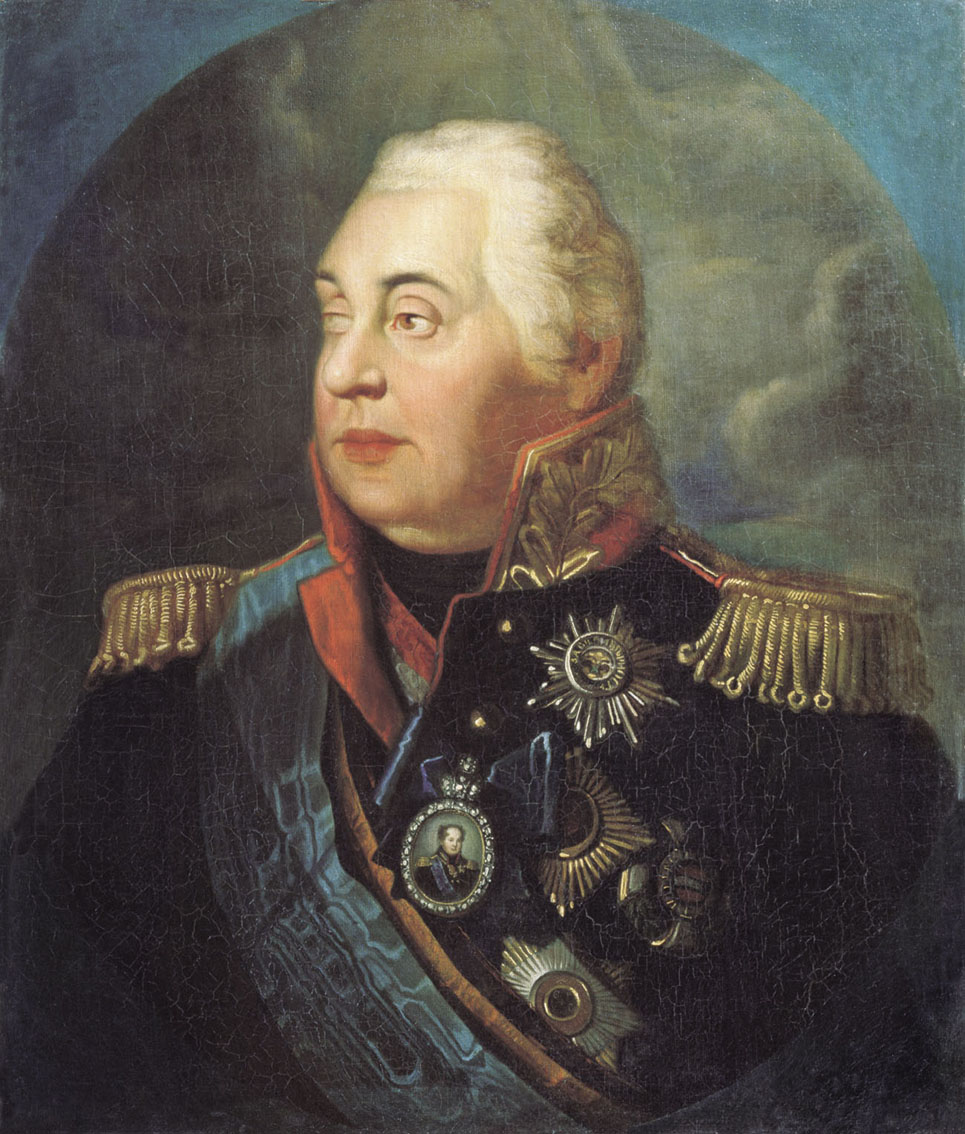
Кутузов
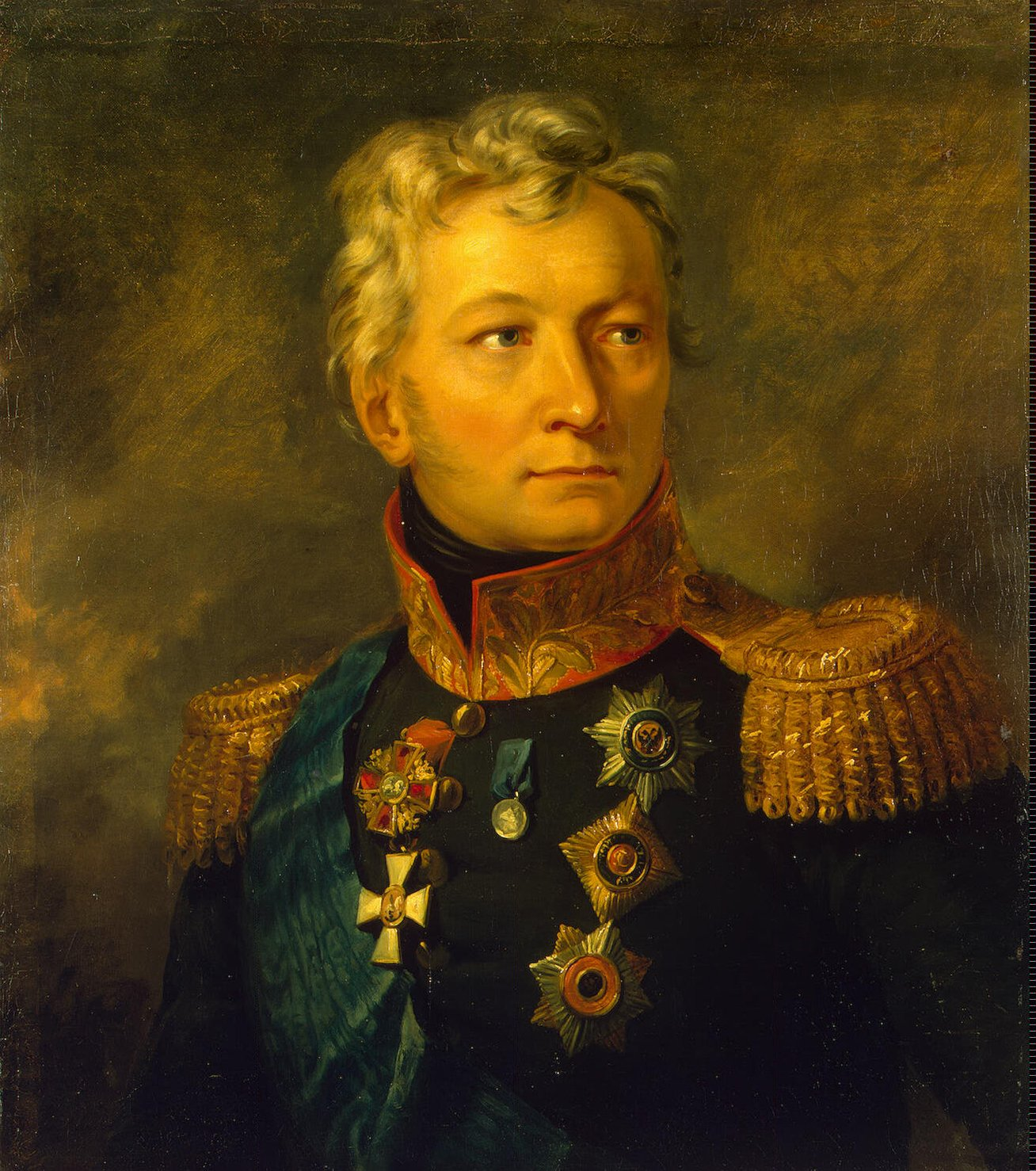
Тормасов

#### Прочие
- Карл Мак, генерал, главнокомандующий австрийской армией . I, 2, III
- Александр Францевич Мишо, полковник, курьер, привезший в Петербург известие о сдаче Москвы. IV, 1, II
- Карл Людвиг Август Фридрих Пфуль, генерал. III, 1, X
- Карл Фёдорович Толь, капитан в Аустерлицком сражении, в (III, 1, XI) — полковник. I, 3, XVIII
- Густав Мориц Армфельт, генерал. III, 1, XI
- Карл Фёдорович Багговут, генерал. IV, 2, VI
- Александр Дмитриевич Балашов, генерал-адъютант. III, 1, III
- Леонтий Леонтьевич Беннигсен, граф. III, 1, XI
- Фёдор Фёдорович Буксгевден, генерал. I, 3, XII
- Франц фон Вейротер, австрийский генерал . I, 2, XIII
- Людвиг фон Вольцоген, флигель-адъютант. III, 1, XI
- Иван Кириллович Греков, генерал-майор. IV, 2, VI
- Пётр Петрович Долгоруков, генерал-адъютант, князь. I, 3, IX
- Дмитрий Сергеевич Дохтуров, генерал. I, 3, XII
- Алексей Петрович Ермолов, генерал. IV, 2, IV
- Каменский, генерал. II, 2, IX
- Козловский, князь, командир батальона. II, 2, XXI
- Пётр Петрович Коновницын, генерал. III, 2, XV
- Александр Иванович Кутайсов, граф, генерал-майор, начальник артиллерии 1-й армии. Убит на батарее Раевского во время Бородинского сражения. IV, 1, II
- Алексей Евдокимович Лазарев, солдат, награждён крестом (орденом Почётного легиона) из рук Наполеона. II, 2, XXI
- Александр Фёдорович Ланжерон, граф, начальник колонны в Аустерлицком сражении. I, 3, XII
- Михаил Андреевич Милорадович, генерал. I, 3, XII
- Василий Васильевич Орлов-Денисов, граф. IV, 2, VI
- Остерман, дивизионный командир. II, 2, IX
- Матвей Иванович Платов, (отряд Платова). II, 2, XV
- Игнатий Яковлевич Пржибышевский, генерал. I, 3, XII
- Прозоровский, генерал. II, 2, IX
- Николай Николаевич Раевский, генерал. III, 2, XXXV
- Николай Григорьевич Репнин-Волконский, князь, командир эскадрона в Аустерлицком сражении. I, 3, XIX
- Седморецкий, дивизионный командир. II, 2, IX
- Павел Петрович Сухтелен, поручик, взятый в плен при Аустерлице. I, 3, XIX
- Прохор Игнатьевич Тимохин, капитан. I, 2, I
- Николай Александрович Толстой, обер-гофмаршал. I, 3, XI
- фон-Толь, капитан, I, 3, XVIII
- Фёдор Петрович Уваров, генерал. II, 1, III
- Чатров, генерал. II, 5, III
- Александр Иванович Чернышёв, флигель-адъютант Александра I. III, 1, X
- Шварцернберг, князь (в свите Кутузова). I, 3, IX
- Иоганн Генрих фон Шмит, австрийский генерал-квартирмейстер. I, 2, IX
- Штраух, австрийский генерал . I, 2, III
- Щербинин, адъютант Коновницына. IV, 2, XVI

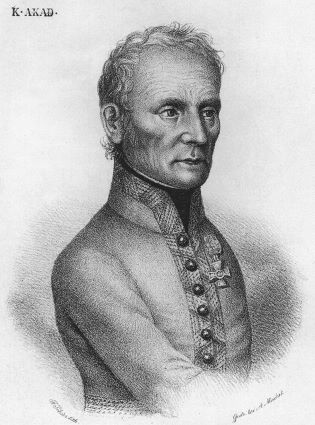
Мак
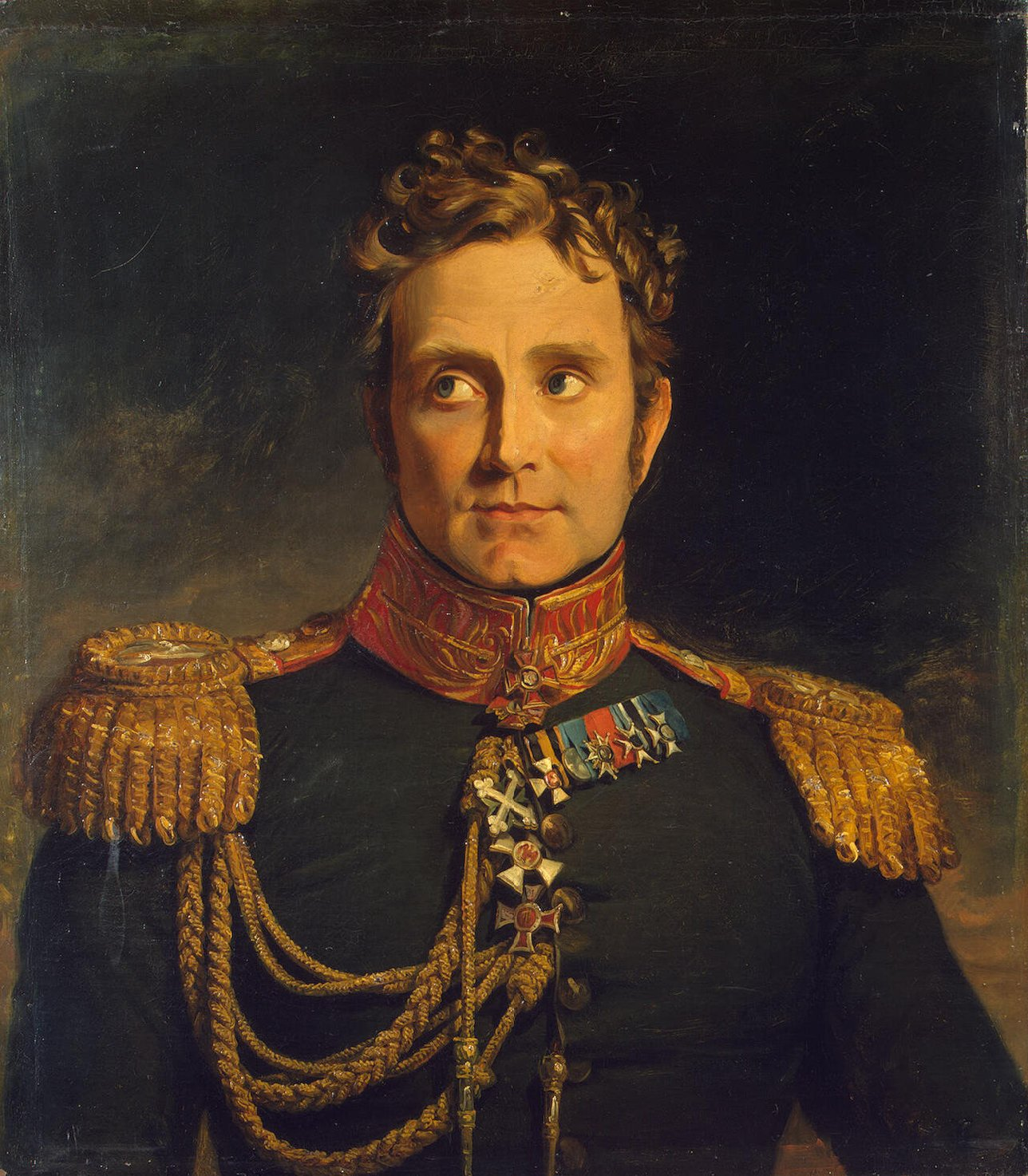
Мишо
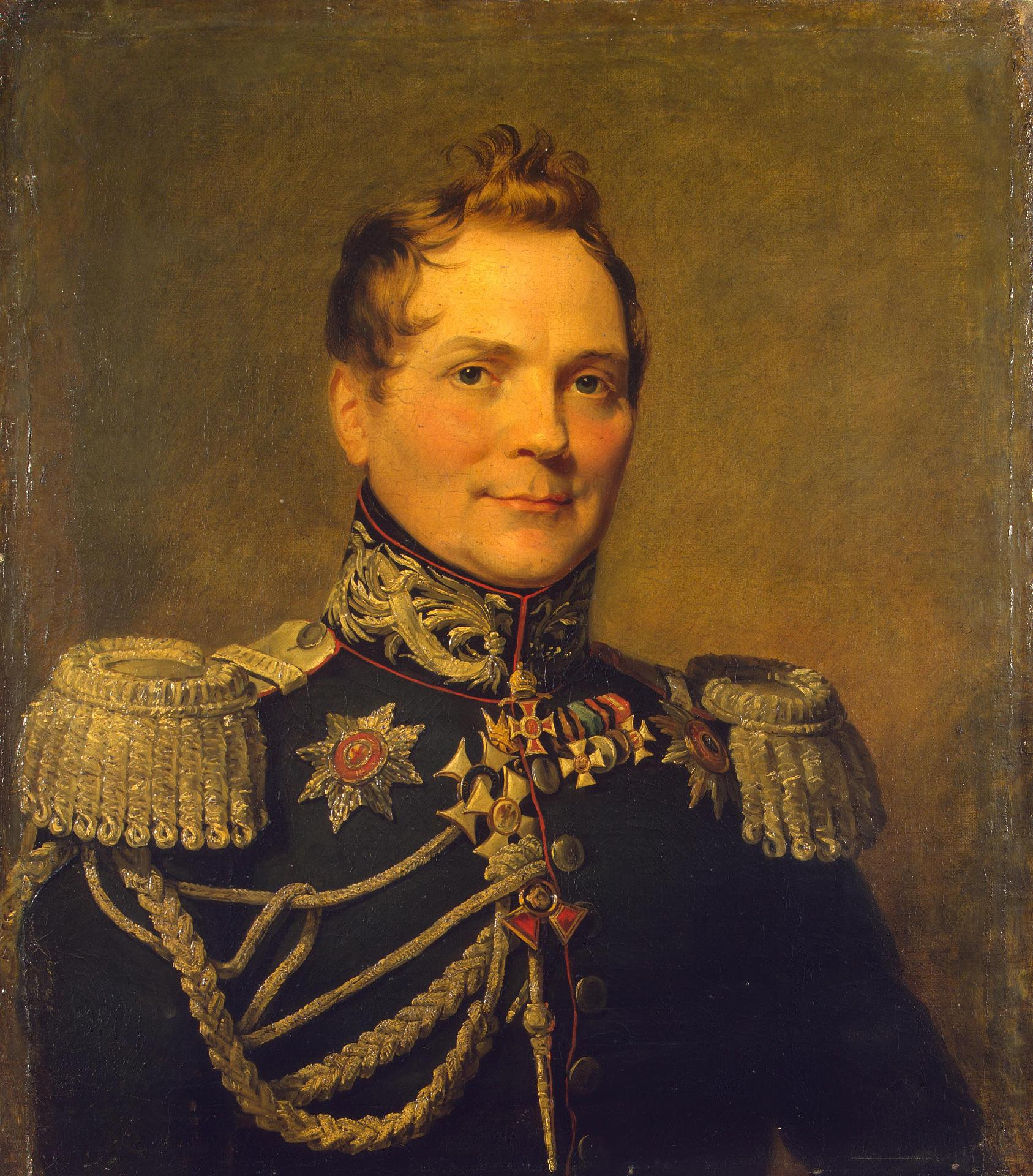
Толь
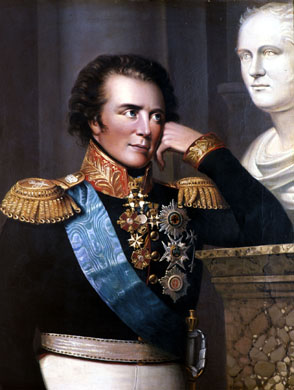
Армфельд
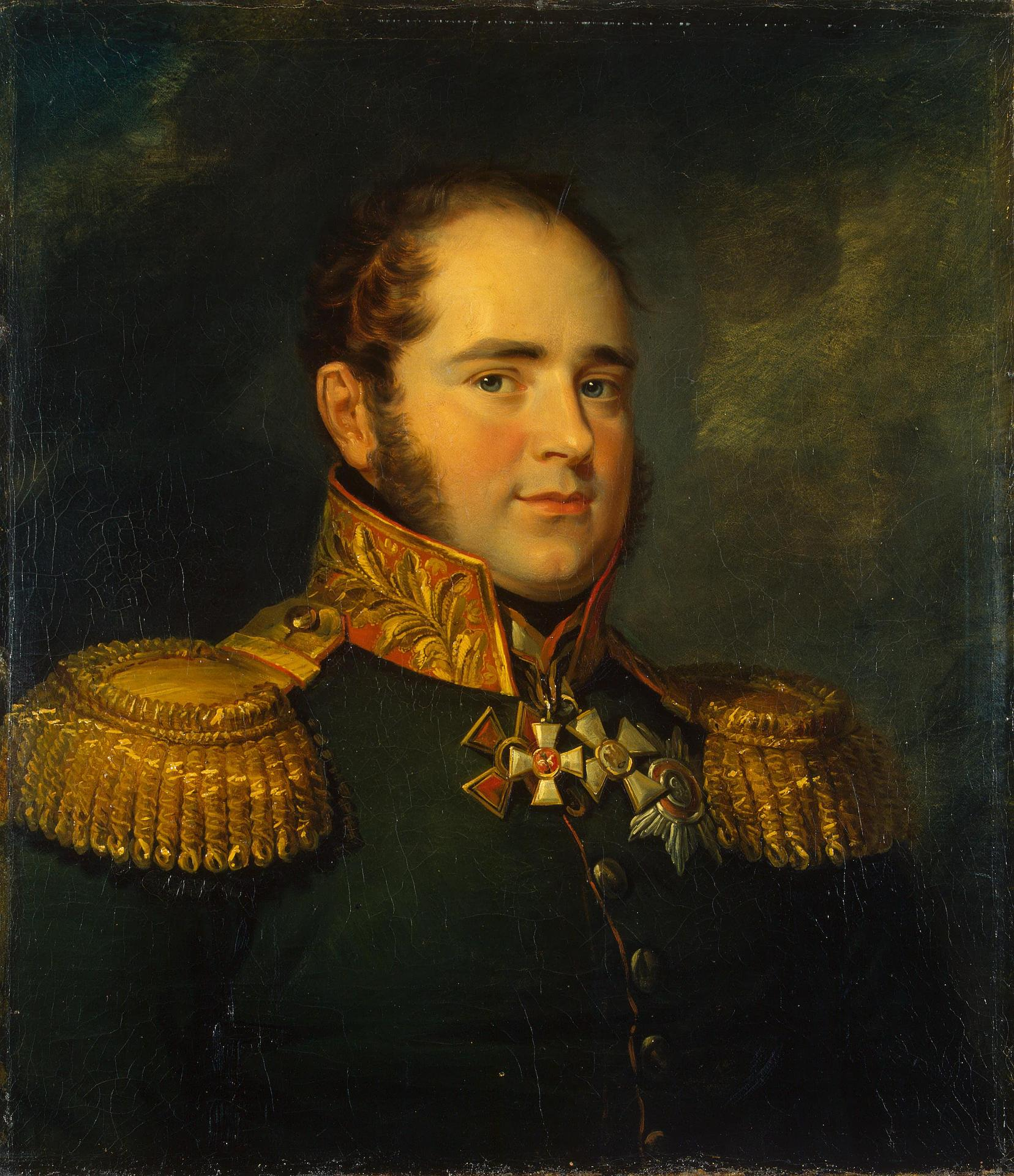
Багговут
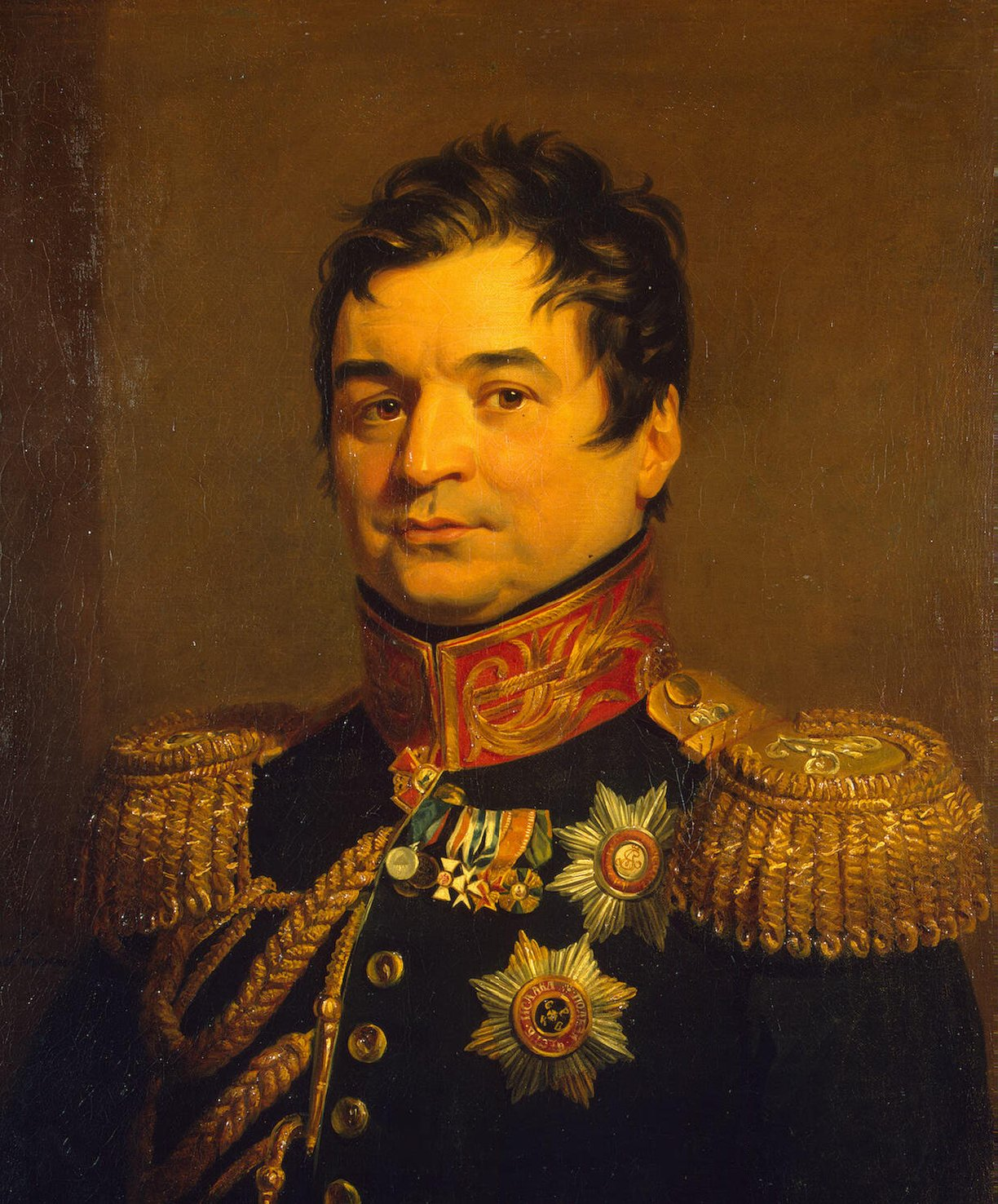
Балашев
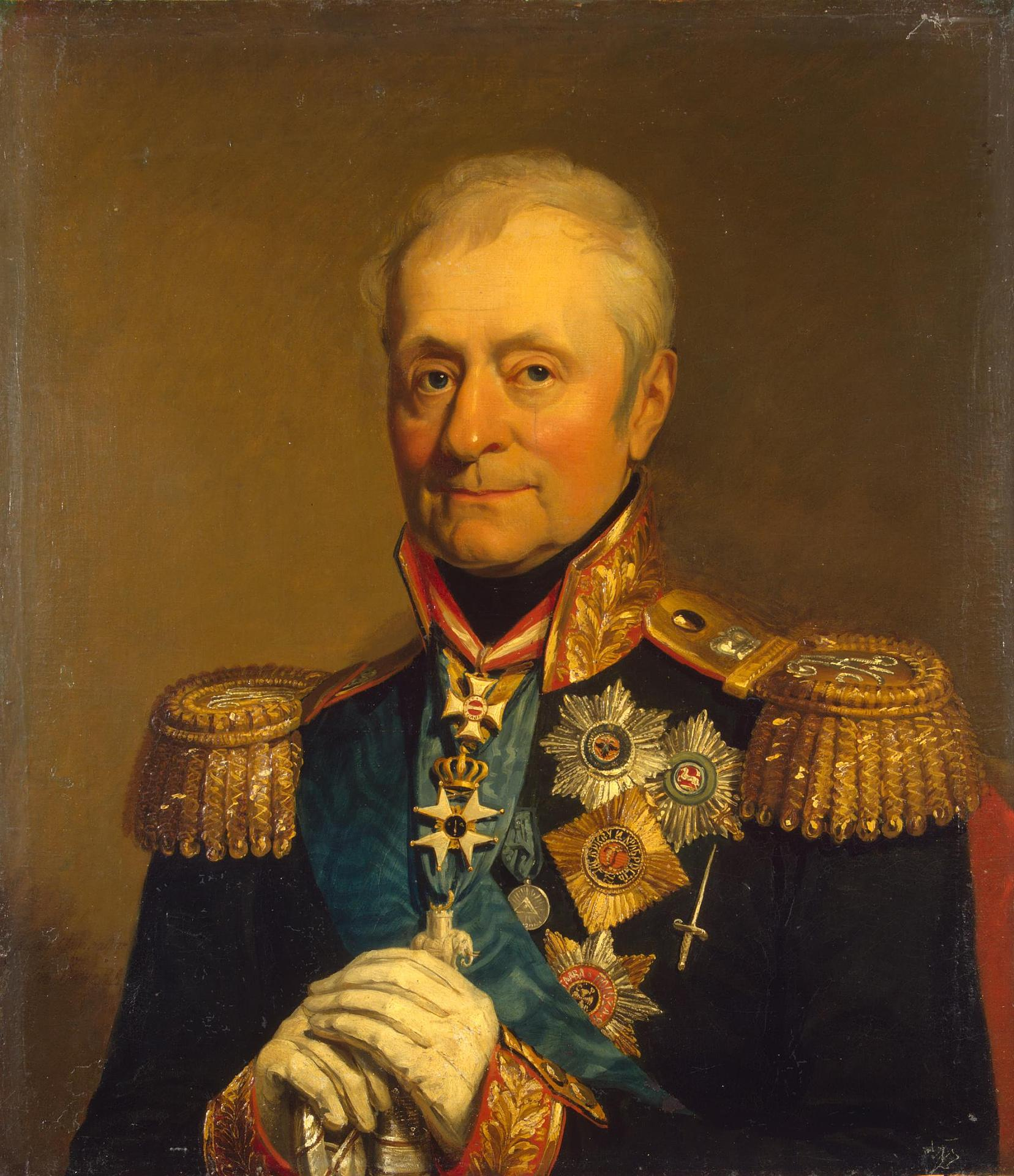
Бенигсен
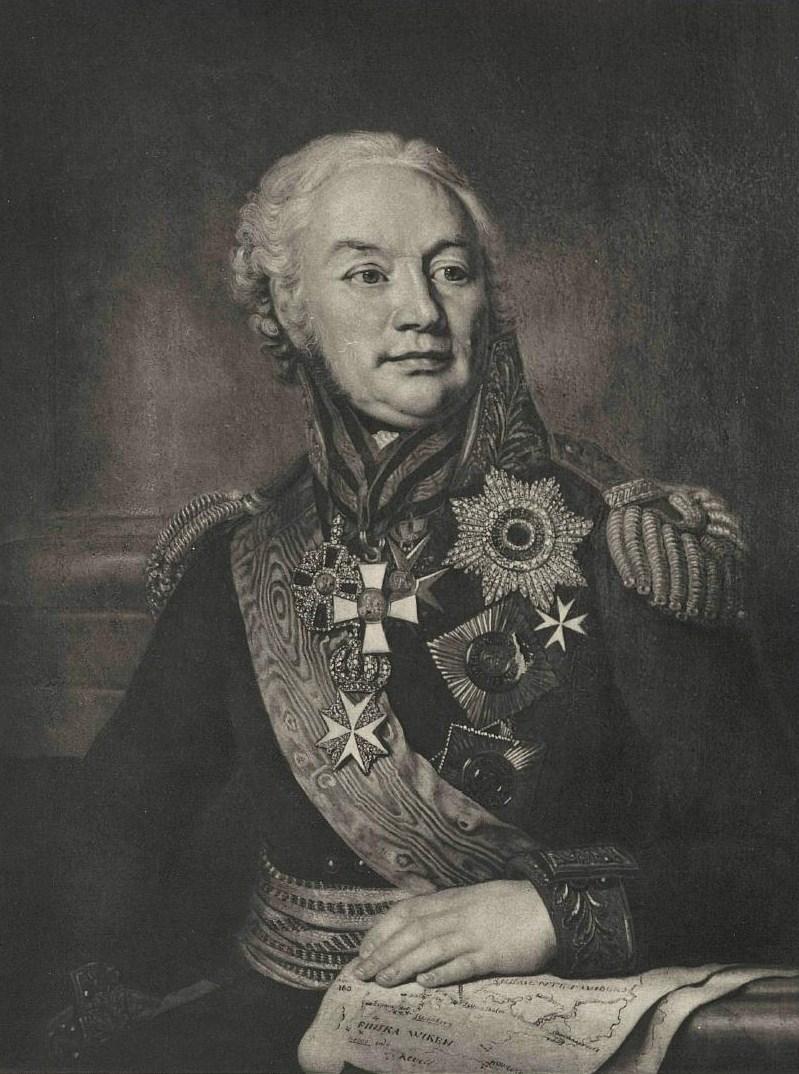
Буксгевден
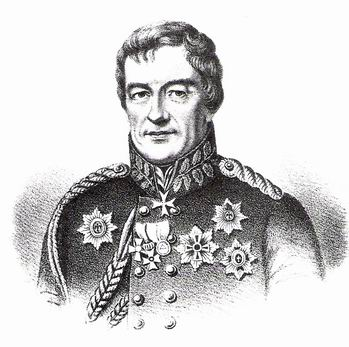
Вольцоген
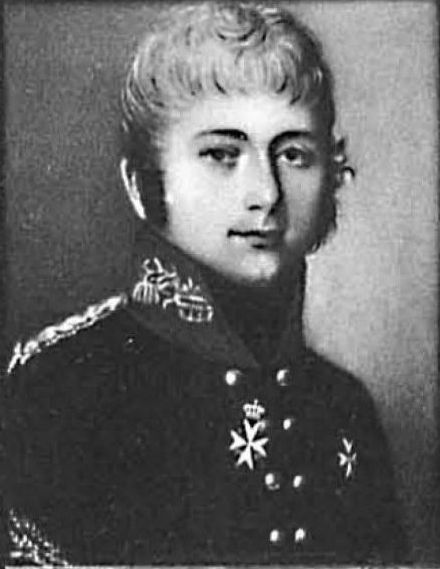
Долгоруков
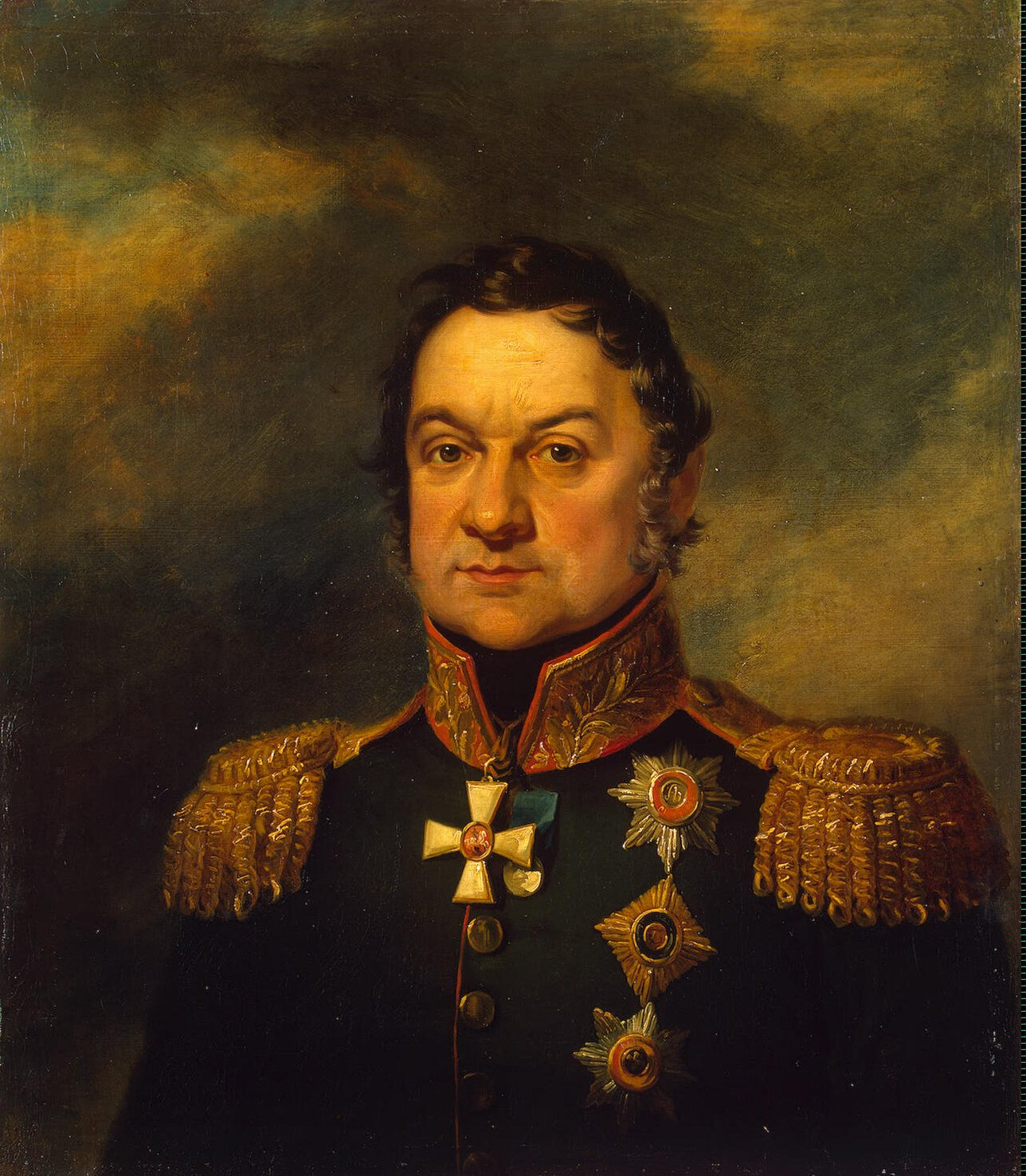
Дохтуров
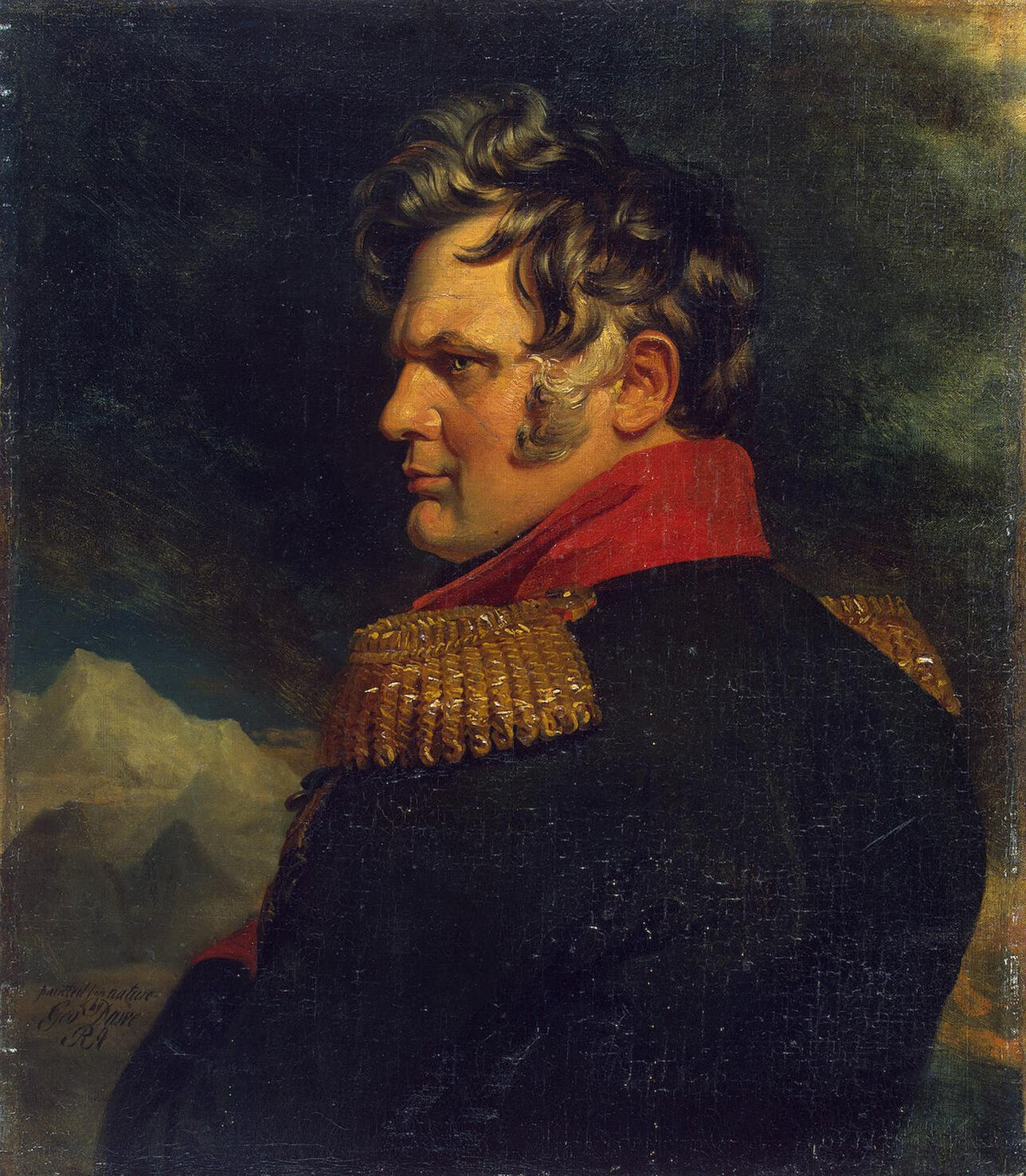
Ермолов
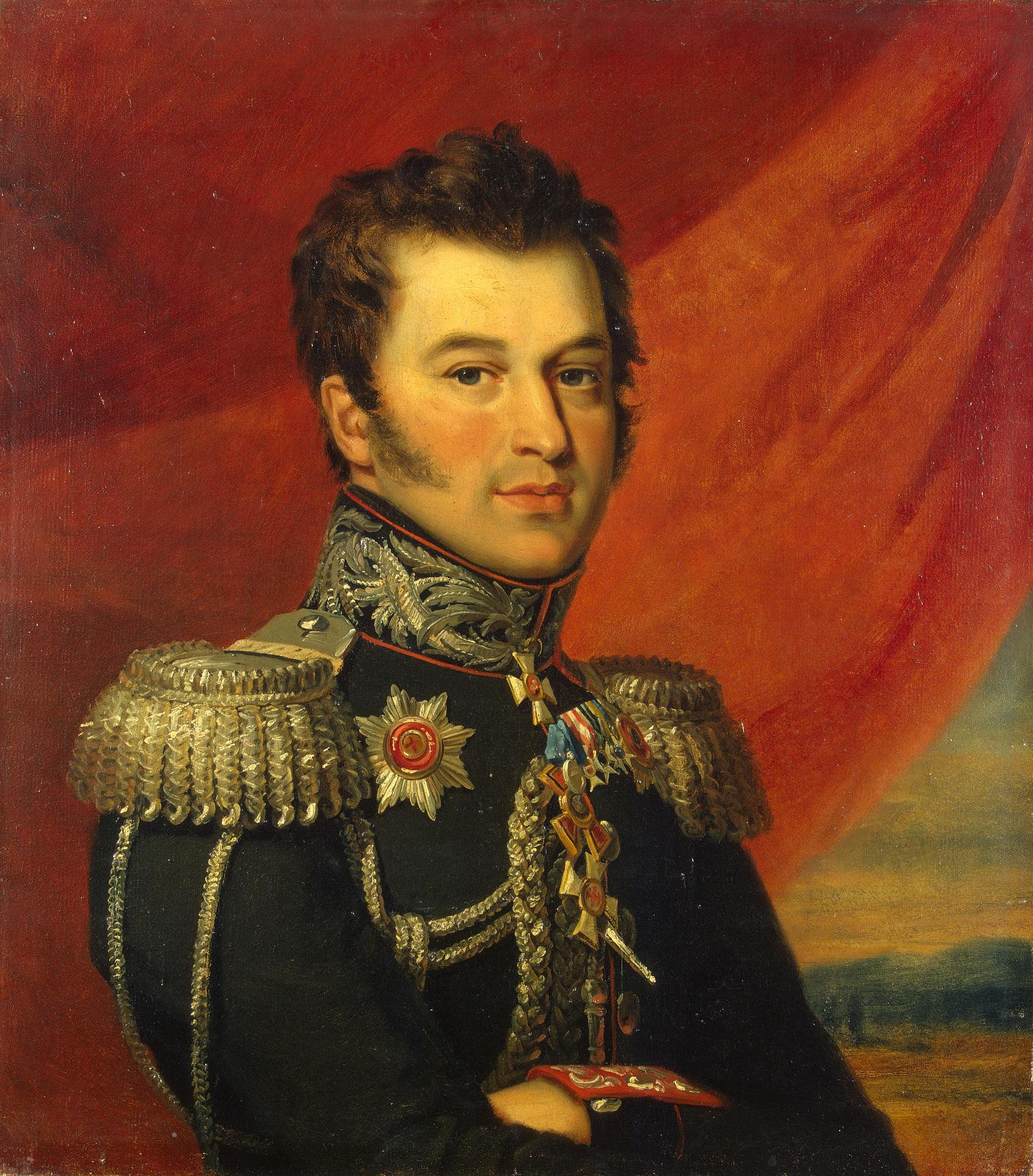
Кайсаров
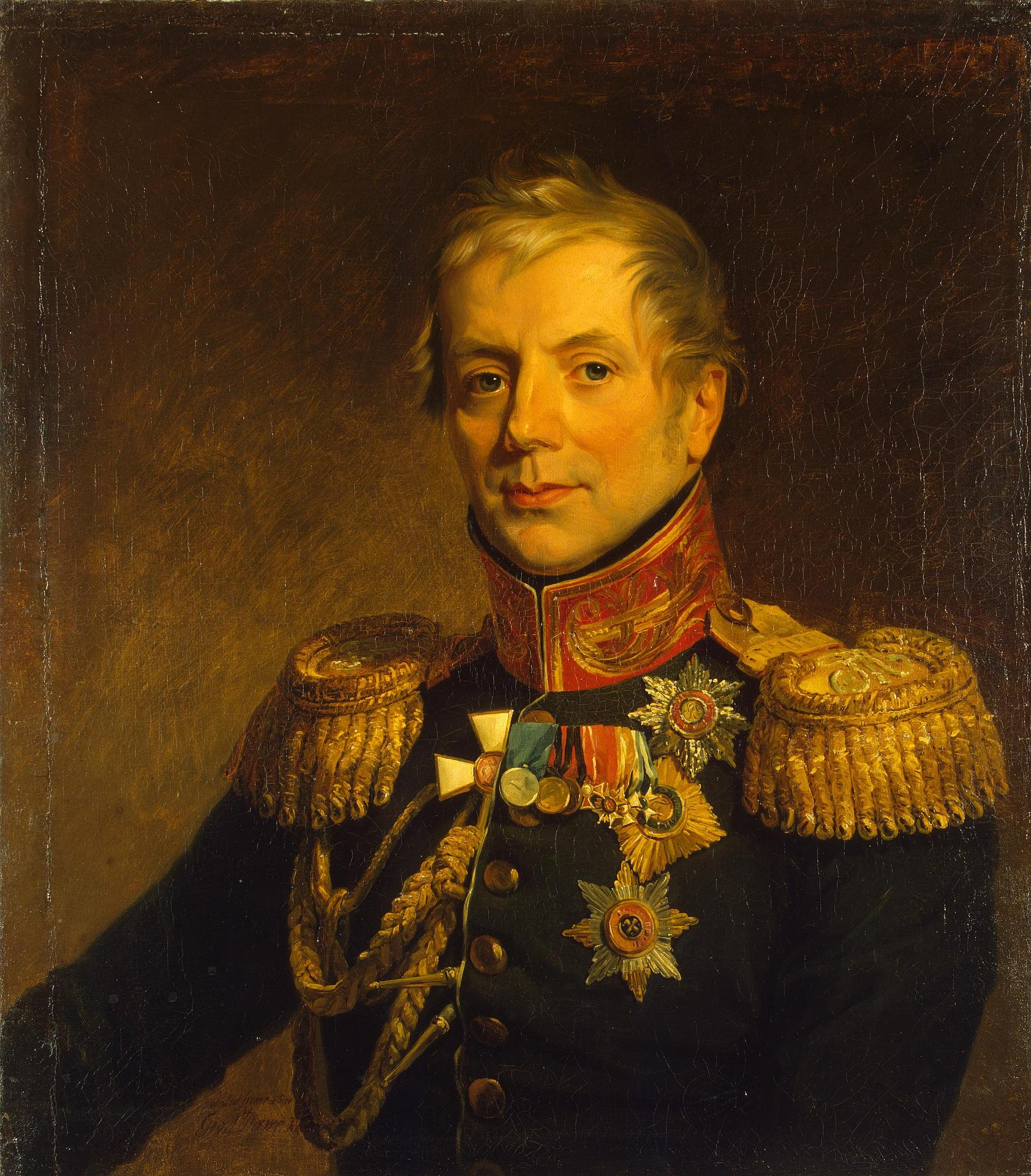
Коновницын
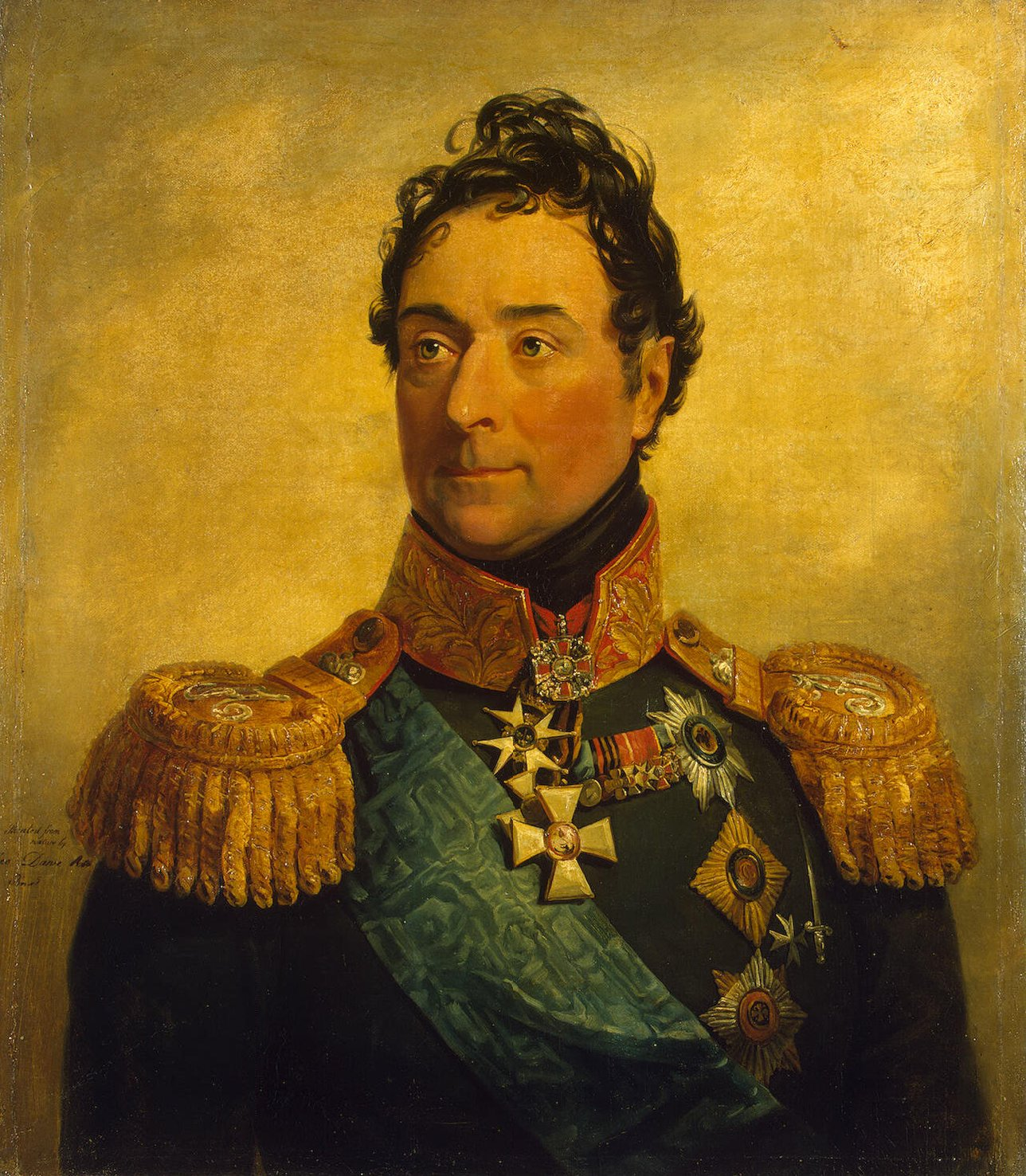
Ланжерон
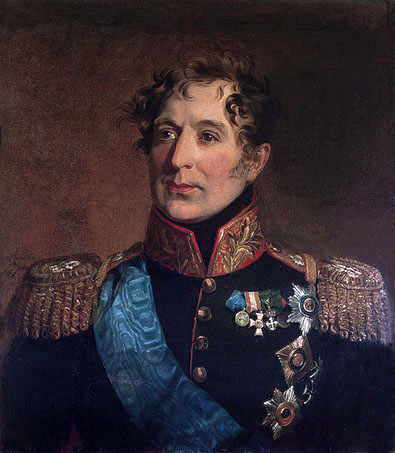
Милорадович
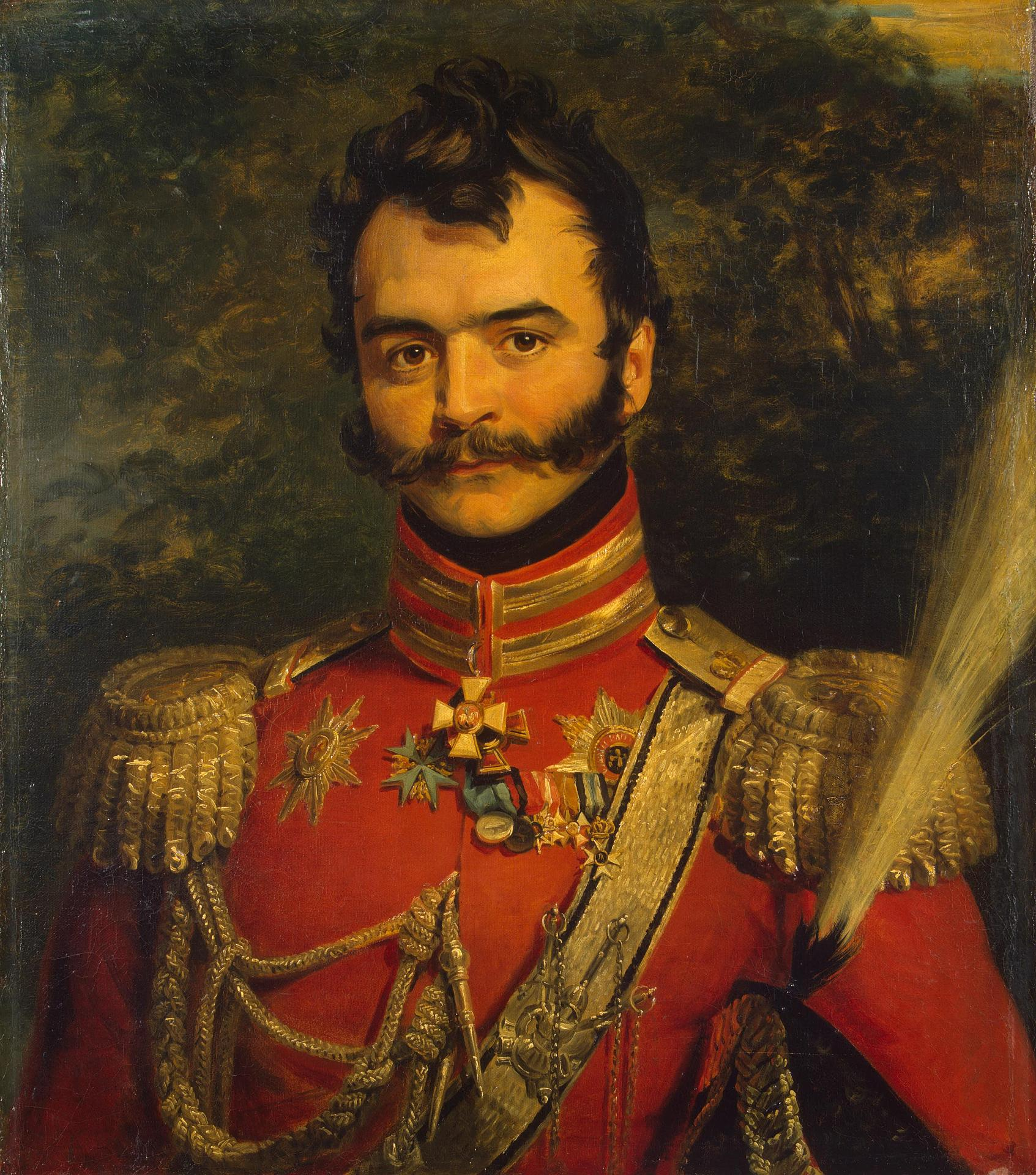
Орлов-Денисов
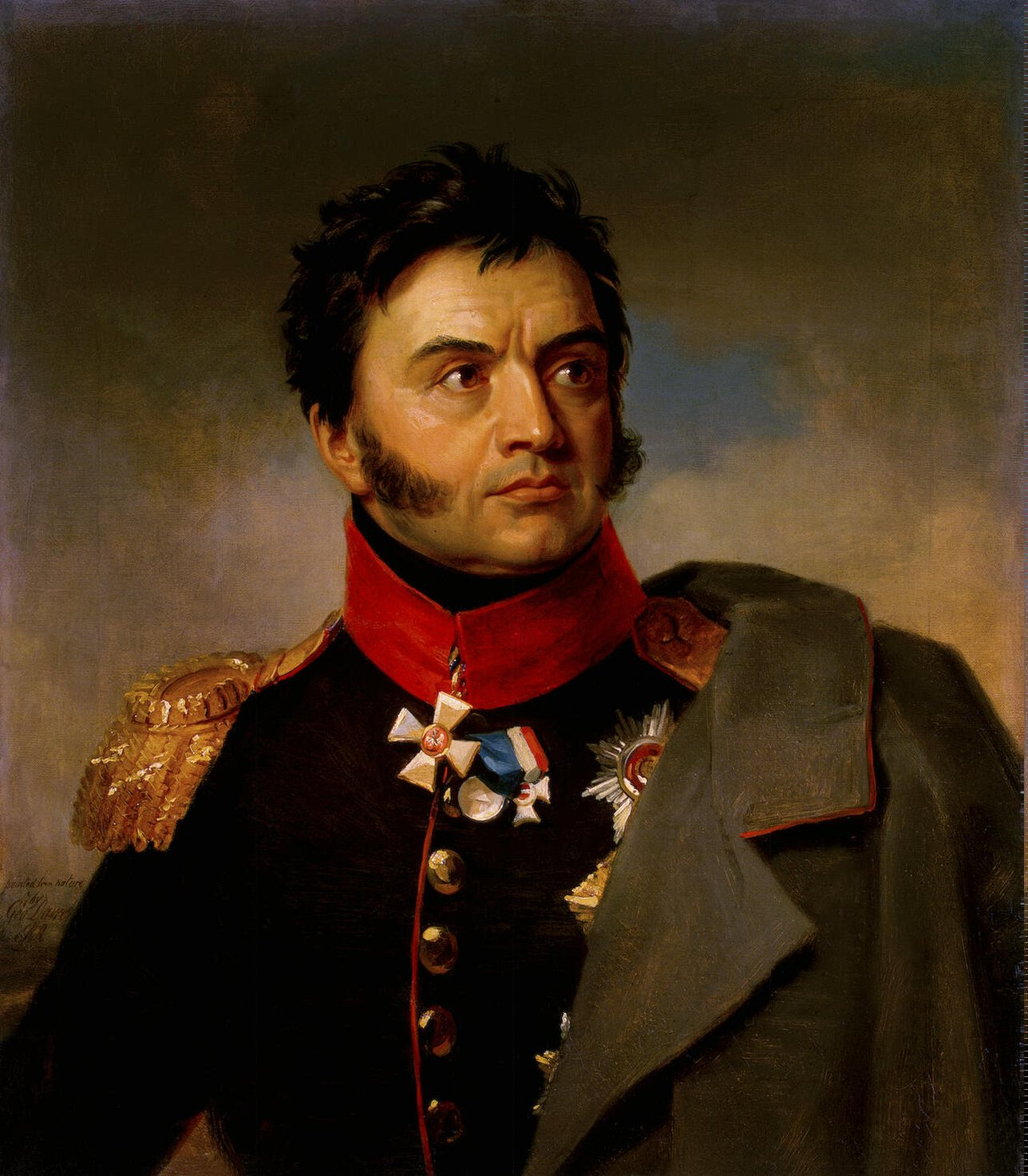
Раевский
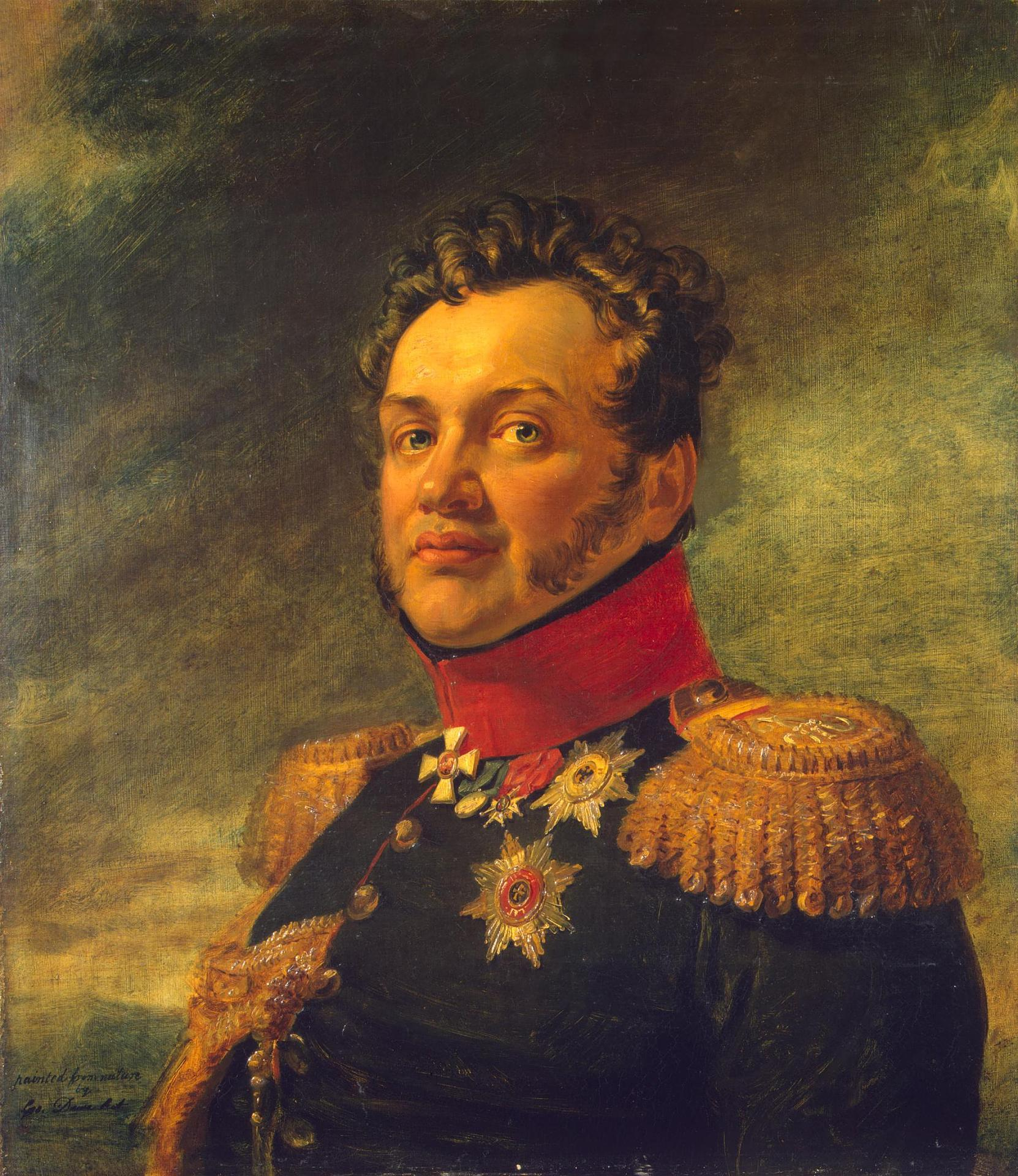
Репнин-Волконский
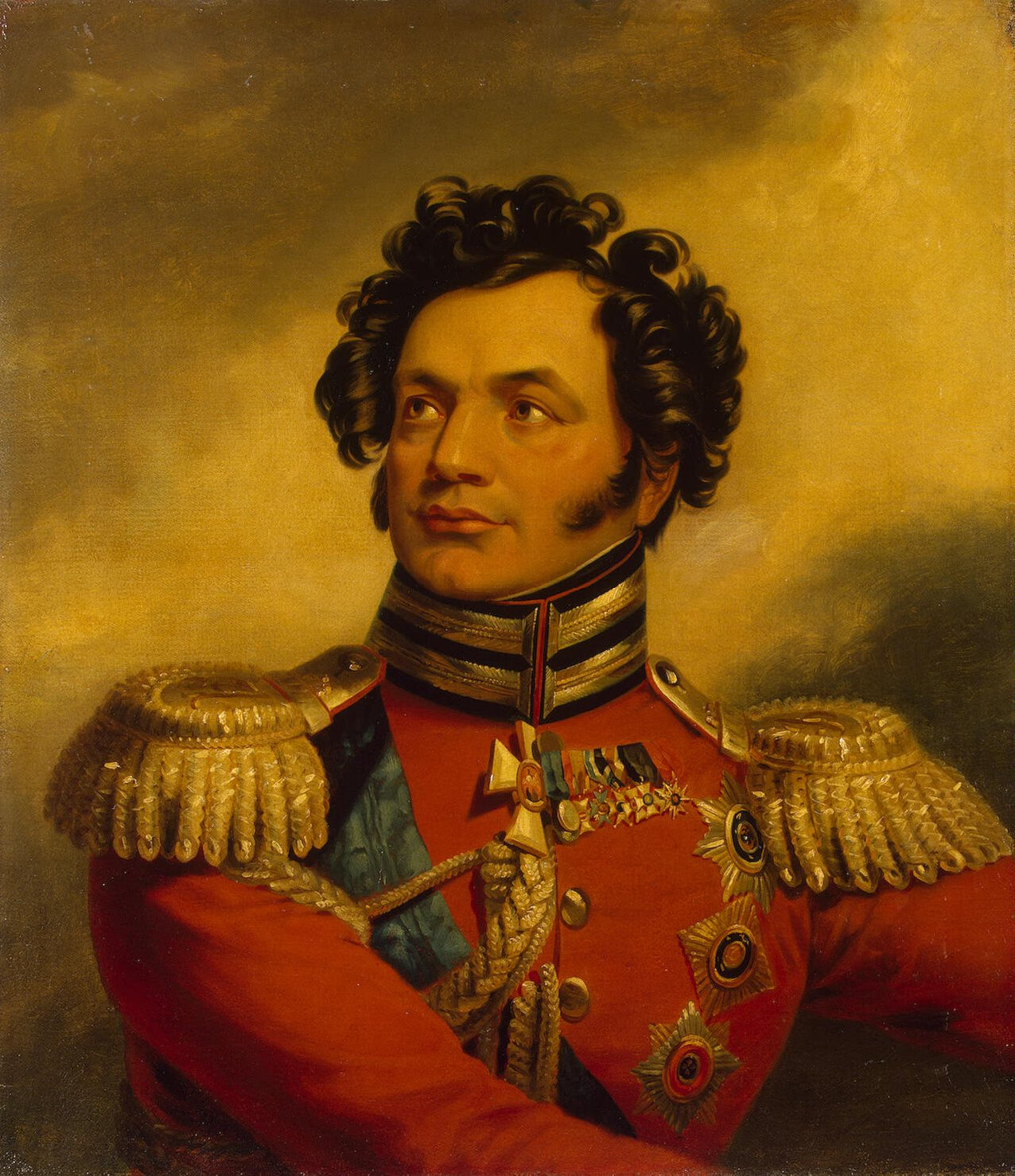
Уваров
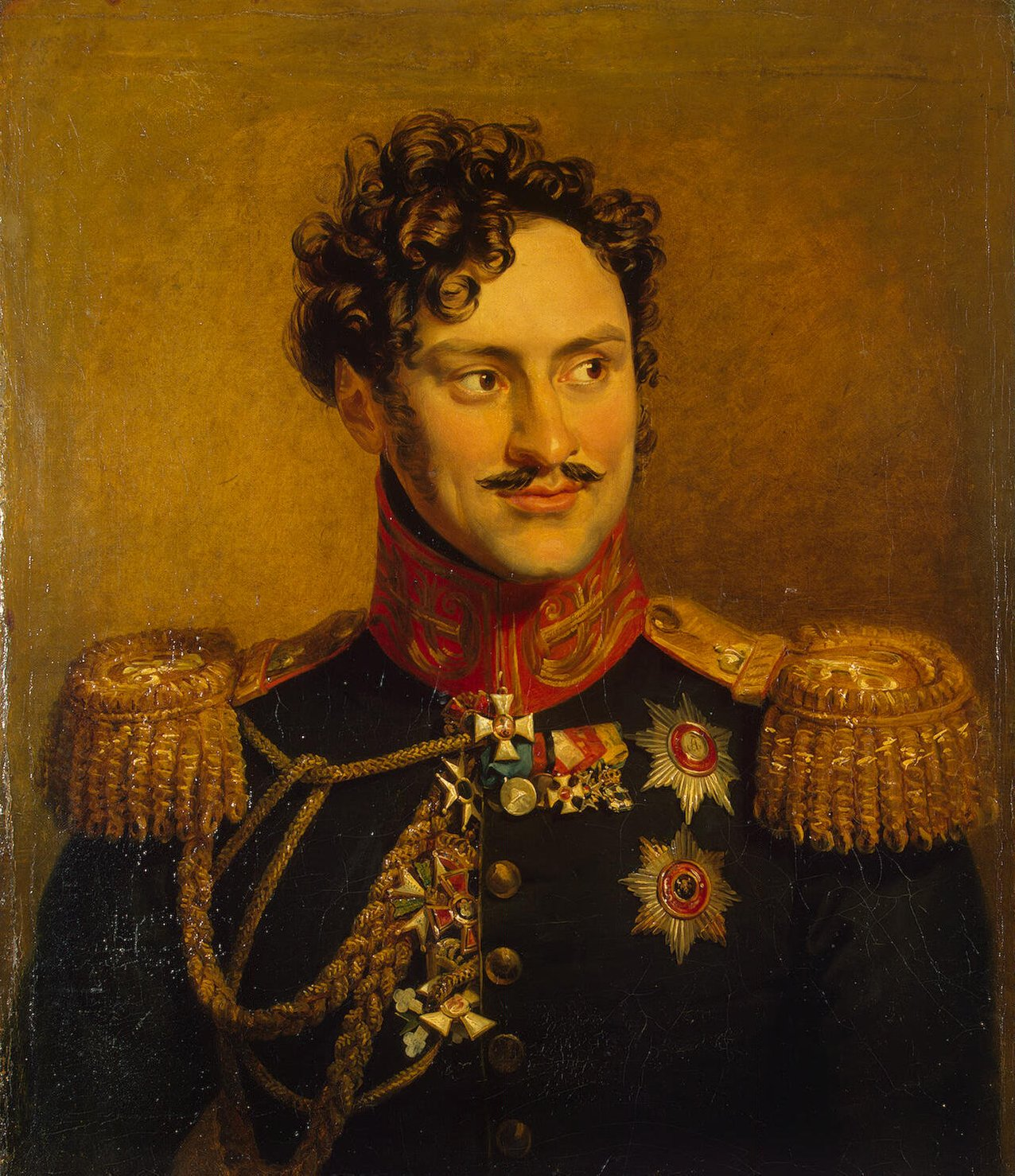
Чернышев

#### Свита Кутузова
- Жерков, гусарский корнет из свиты Михаила Кутузова. I, 2, II
- Паисий Сергеевич Кайсаров, адъютант Кутузова. III, 2, XXII
- Козловский, дежурный адъютант Кутузова. I, 2, XIII
- Андрей Сергеевич Кайсаров, брат адъютанта Кутузова, состоит в свите главнокомандующего. III, 2, XXII
- Несвицкий — возможно, Иван Александрович Несвицкий, автор воспоминаний[18], офицер свиты Михаила Кутузова, князь, товарищ князя Болконского. I, 2, II
- Шнейдер, адъютант Кутузова. III, 3, IV

#### Вымышленные
- Болховитинов, офицер. IV, 2, XVI. Прототип — Болховский[19].

##### Сослуживцы Ростова
- Бондаренко, гусар Павлоградского полка. I, 2, IV
- Дементьев, II, 2, XV
- Семишкур, молодой партизан из отряда Денисова. II, 3, XVI
- Ильин, молодой офицер Павлоградского полка. III, 1, XII
- Здржинский, офицер Павлоградского полка. III, 1, XI I
- Зикин, солдат пехотинец. I, 1, VII
- Кирстен, штаб-ротмистр в эскадроне Денисова. I, 2, V
- Лихачев, казак из отряда Денисова. IV, 3, X
- Ловайский, партизан отряда Денисова. IV, 3, IV
- Макеев, фельдшер. II, 2, XVII
- Миронов, юнкер в эскадроне гусар Денисова, I, 2, VIII
- Телянин, поручик в эскадроне Денисова. I, 2, IV
- Тихон Щербатый, крестьянин, партизан отряда Денисова. IV, 3, V
- Топчеенко, вахмистр в эскадроне Денисова. II, 2, XVI
- Карл Богданович (Богданыч) Шуберт, командир Павлоградского полка. I, 2, VIII. Это вымышленный персонаж: в 1803—1806 гг. командовал полком Семён Панчулидзев; полковые командиры-немцы были у павлоградцев до и после него: барон Яков Тизенгаузен в 1800—1803 гг. и барон Александр Розен 3-й в 1806—1810 гг.[5]
- Марья Генриховна, жена полкового доктора Павлоградского полка. III, 1, XII
- Экономов, майор. I, 2, XX

##### Сослуживцы Долохова
- Макарин, товарищ Долохова, должен был быть свидетелем на свадьбе Анатоля и Наташи. II, 5, XVI
- Хвостиков, товарищ Долохова. II, 5, XVI
- Стивенс, англичанин, держит пари с Долоховым у Курагина. I, 1, IX

### Французы

#### Военные
- Огюстен Даниэль Бельяр, генерал, нач. штаба резервной кавалерии. III, 2, XXXIV
- Жан-Батист Бессьер, командир кавалерии императорской гвардии, маршал Империи. III, 1, VII
- Луи Никола Даву, маршал Империи. III, 1, V
- Кастре (M. de Castries) — адъютант маршала Даву
- Луи маркиз де Коленкур, генерал, главный конюший императорского двора . III, 1, VII
- Жанн Ланн, маршал Империи, командир 5-го армейского корпуса Великой Армии I, 2, XII
- Морель, денщик Рамбаля. III, 3, XXVIII
- Иоахим Мюрат, Неаполитанский король, маршал Империи, командующий резервной кавалерией Наполеона I, 2, XII.
- Рамбаль (Ramball), капитан. III, 3, XXVIII
- Никола Шарль Удино, маршал. II, 2, XV
- Фабвье (Fabvier), полковник. III, 2, XXVI
- Юльнер, полковник. III, 1, IV

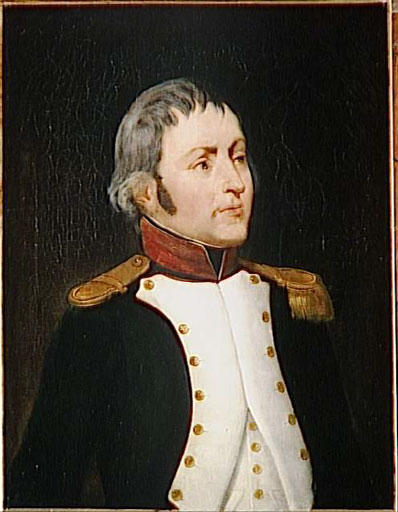
Бельяр
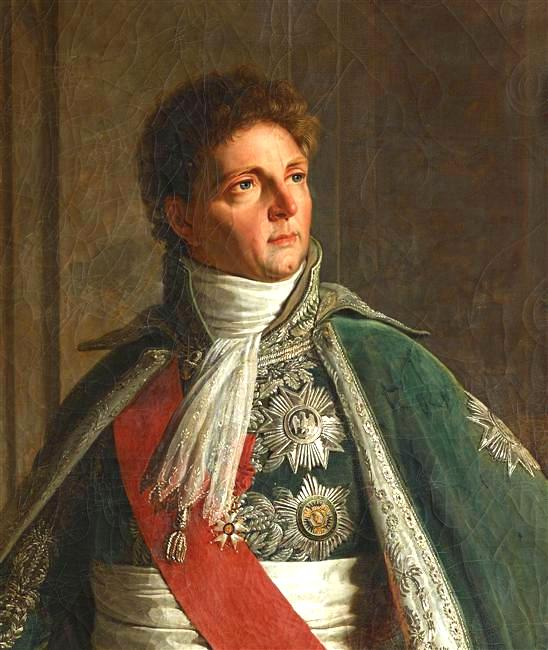
Бертье
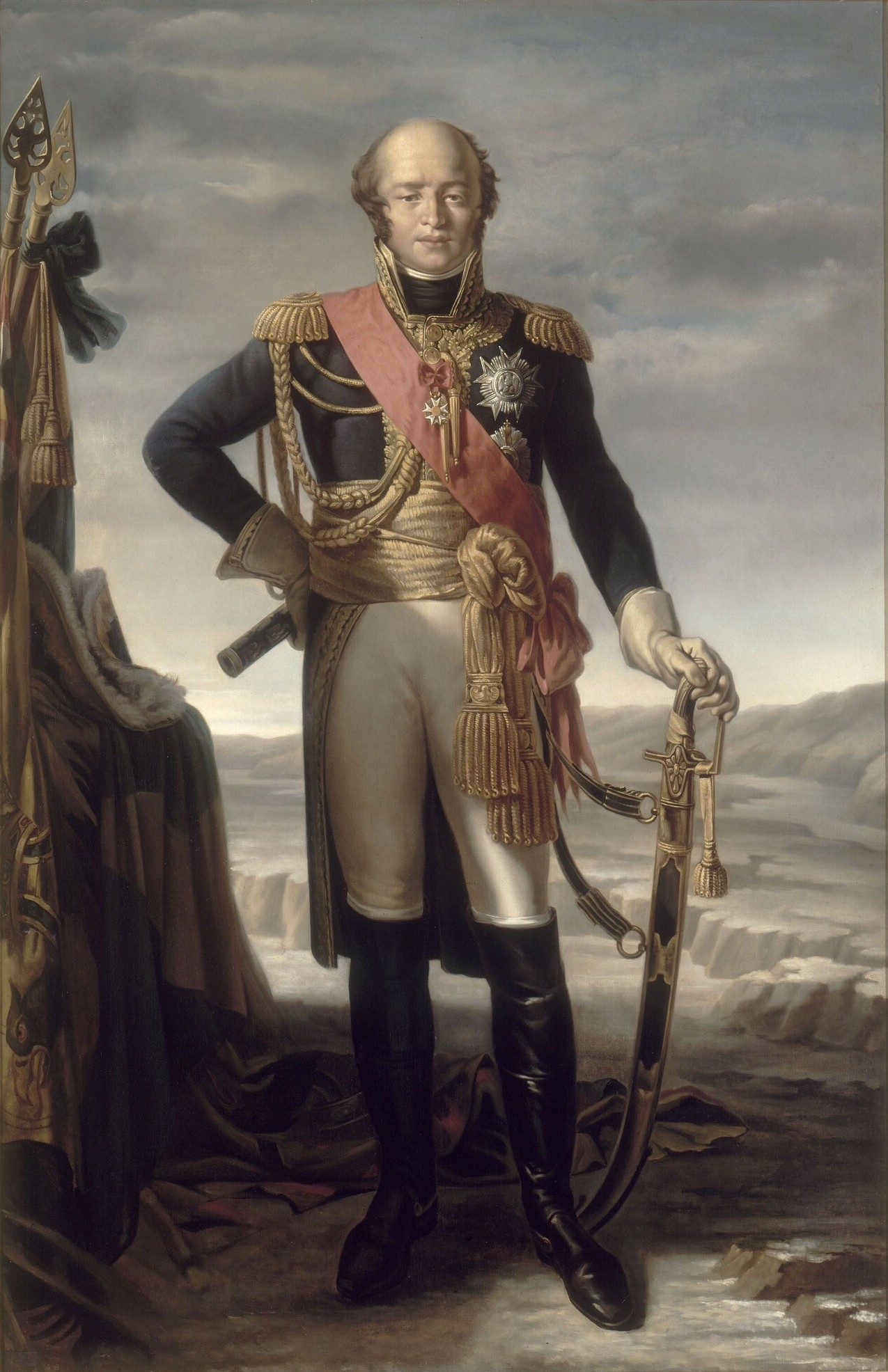
Даву
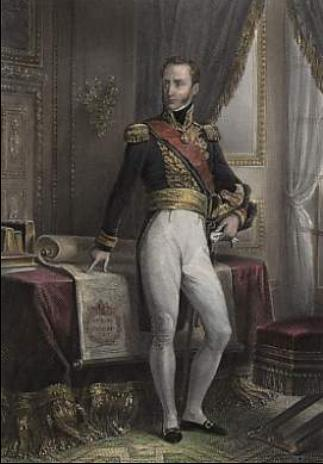
Коленкур
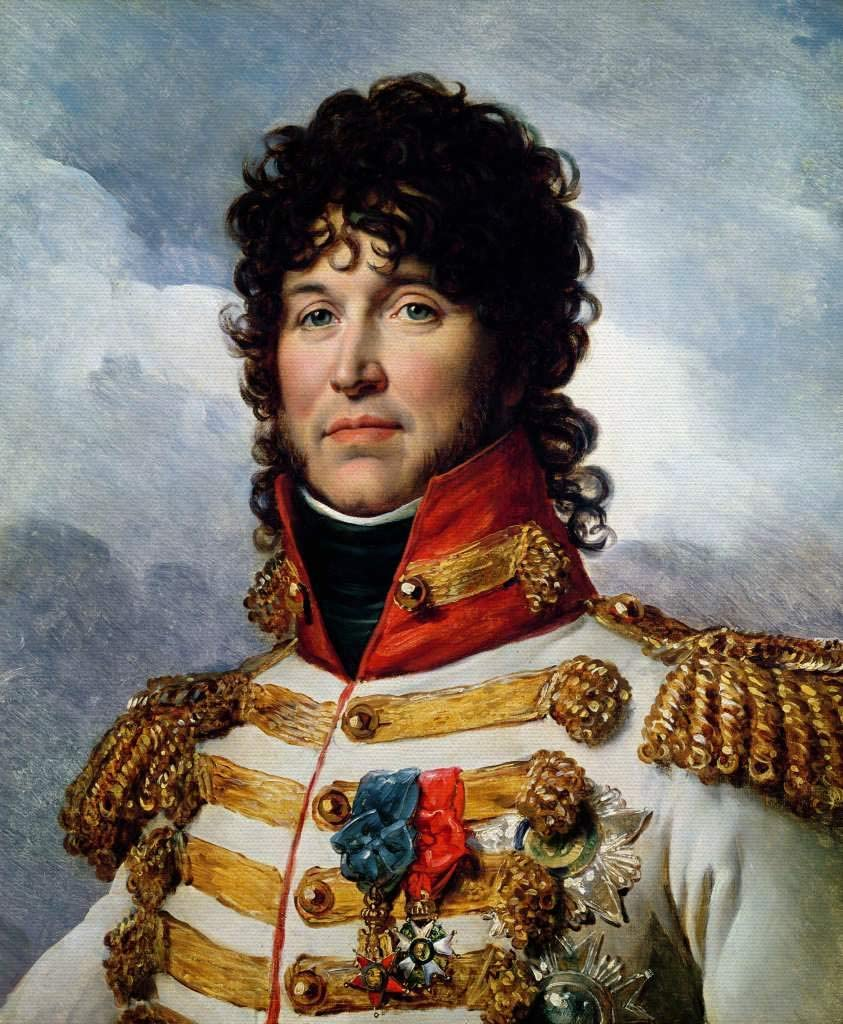
Мюрат

#### Свита Наполеона
- Луи Александр Бертье, маршал Империи, начальник штаба Наполеона. III, 2, VII
- барон Луи Франсуа Жозеф Боссе-Рокфор (Beaussеt-Roquefort, Louis François Joseph) (1770—1835), префект дворца императора французов. III, 2, XXVI
- Жерар Дюрок (1772—1813) — первый адъютант Наполеона. Позже — гоф-маршал французского двора.
- Жан Рапп, генерал-адъютант Наполеона. III, 2, XXIX
- Мамелюк Рустам Раза, «носитель трубки Императора»
- Доминик Жан Ларрей, главный хирург Великой армии. I, 3, XIX
- Лерон д’Идевиль (Lerogne d’Ideville), переводчик Наполеона. III, 2, VII
- Савари, офицер I, 3, XI
- Тюрен, граф из свиты Наполеона — (Henri Amédée Mercure de Turenne d’Aynac). III, 1, VI

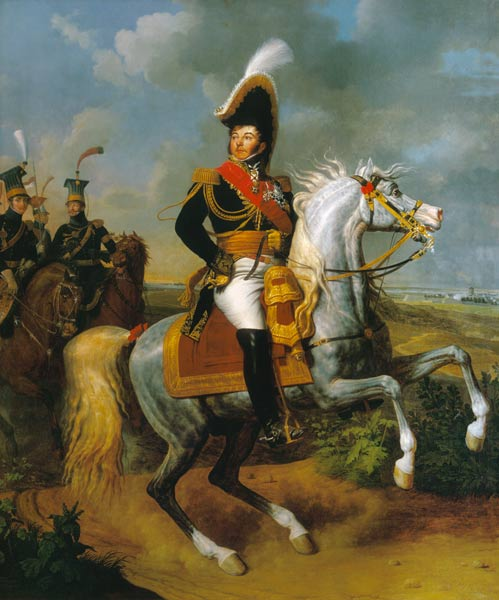
Рапп
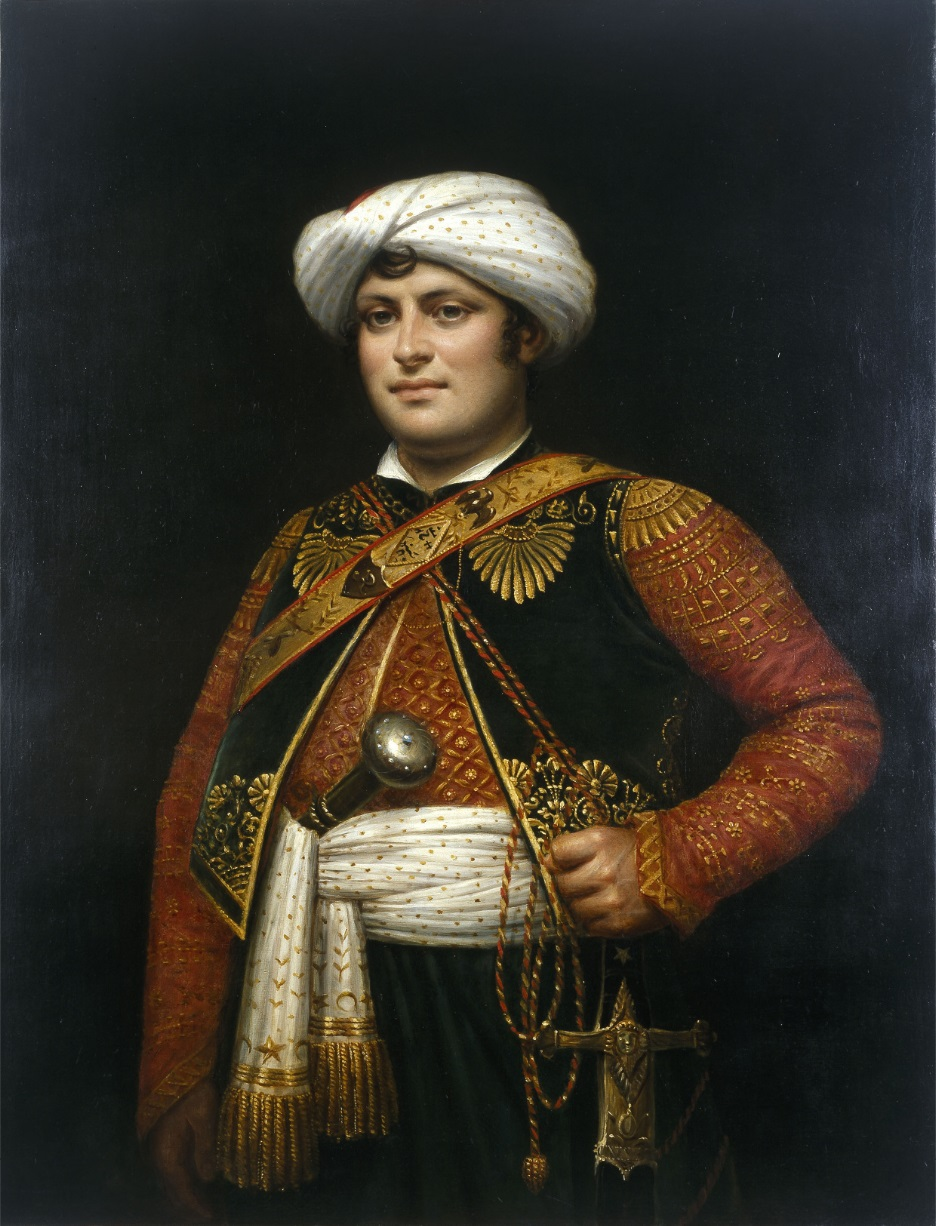
Рустам Раза
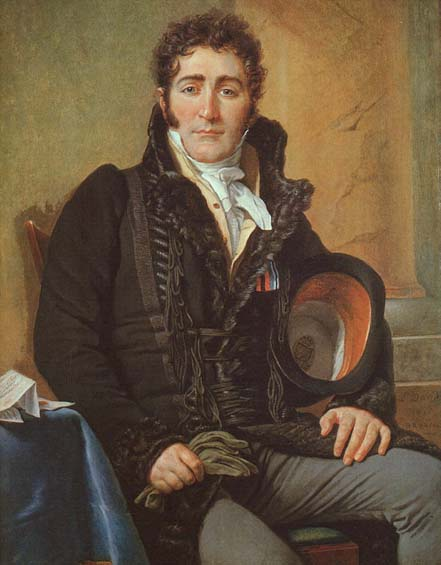
Тюрен

#### Вымышленные
- Винсент Боссе, барабанщик, взятый в плен отрядом Денисова. IV, 3, IV

### Русские дворяне

#### Политики
- Алексей Андреевич Аракчеев, военный министр. II, 3, IV
- Фёдор Васильевич Ростопчин, граф, градоначальник Москвы . II, 1, III
- Николай Иванович Салтыков — фельдмаршал, выполнял обязанности председателя Государственного совета и Комитета министров.
- Михаил Михайлович Сперанский, государственный деятель. II, 3, V
- Адам Ежи Чарторыйский, министр иностранных дел . I, 3, IX
- Александр Семёнович Шишков — государственный секретарь

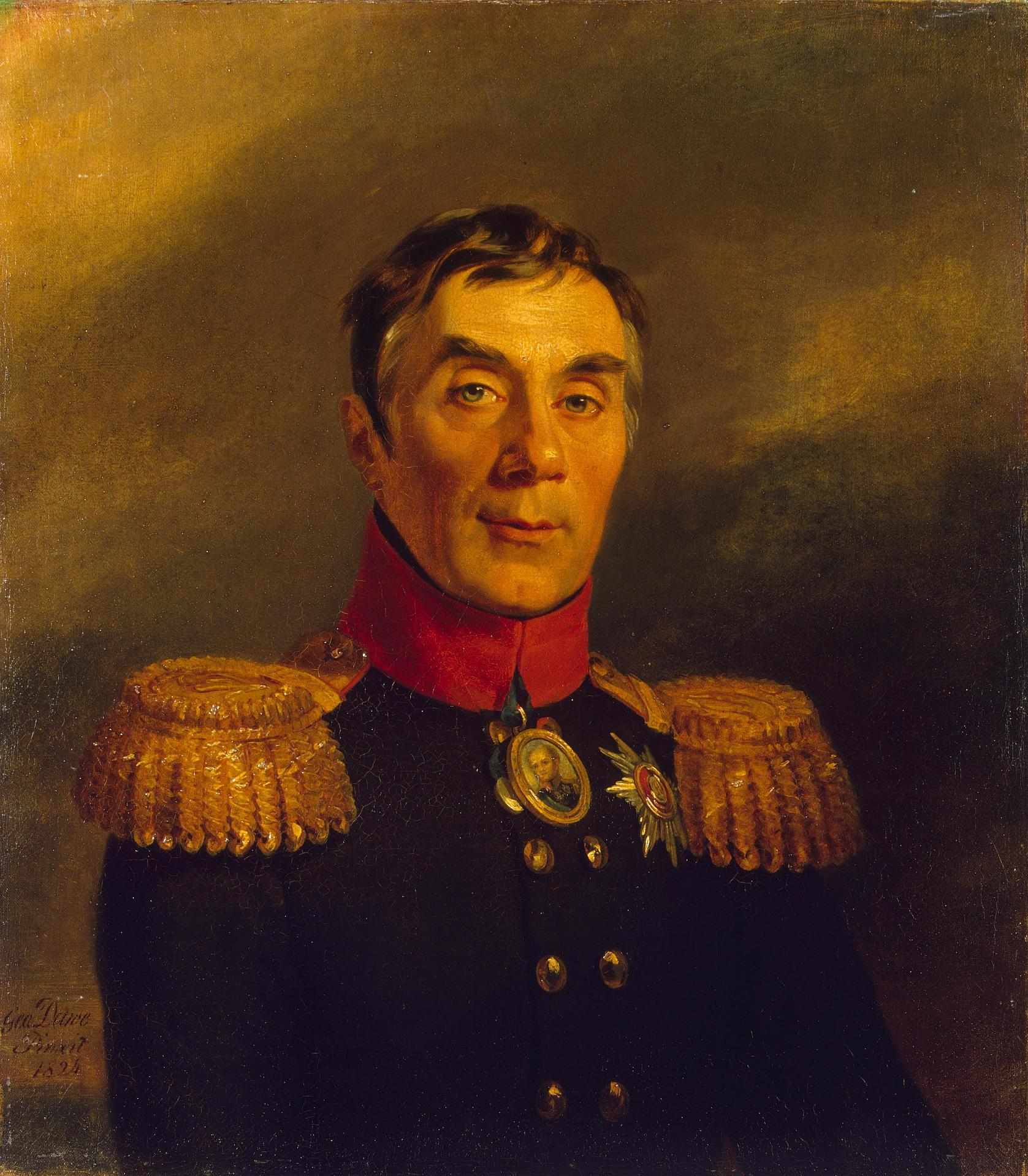
Аракчеев
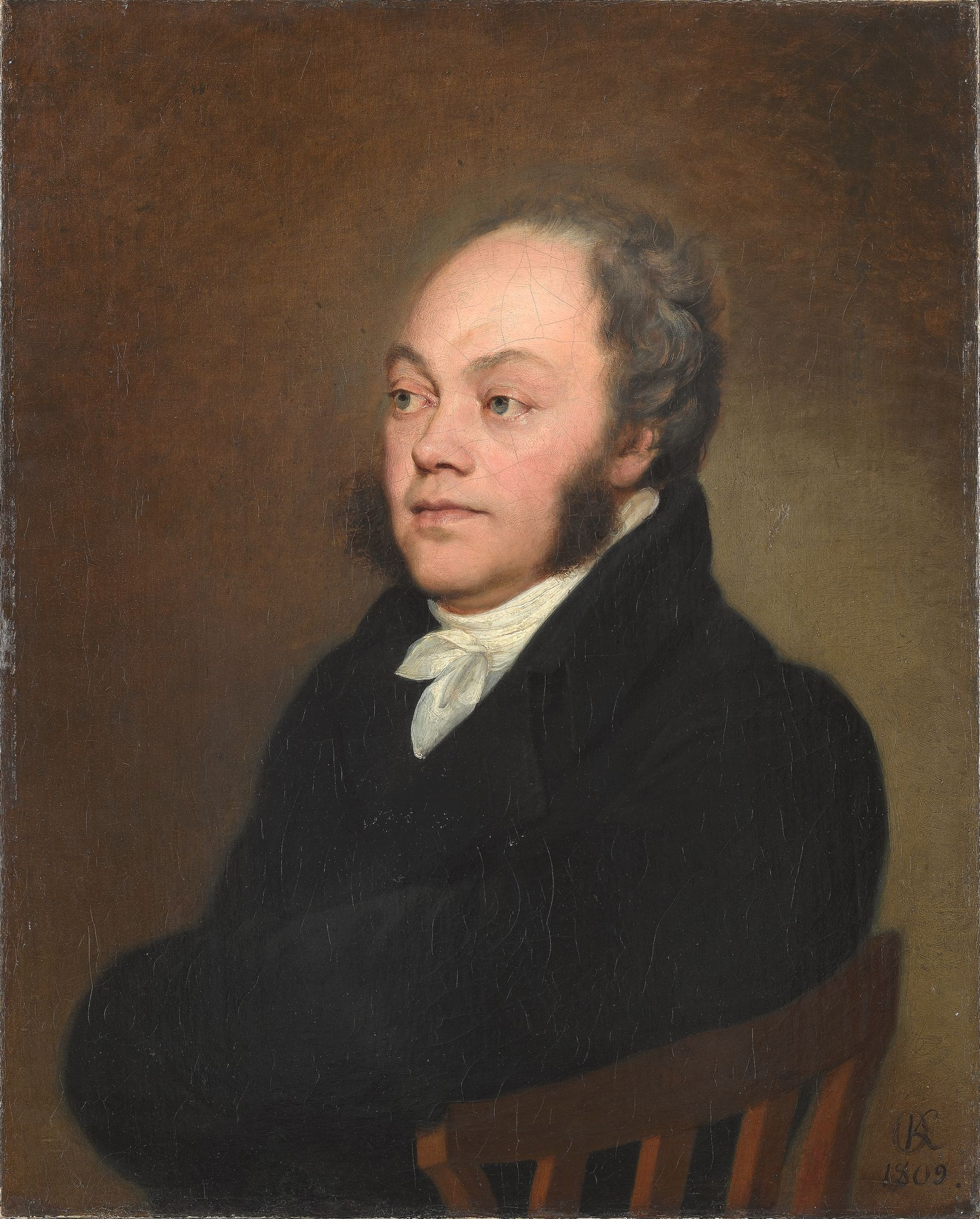
Ростопчин
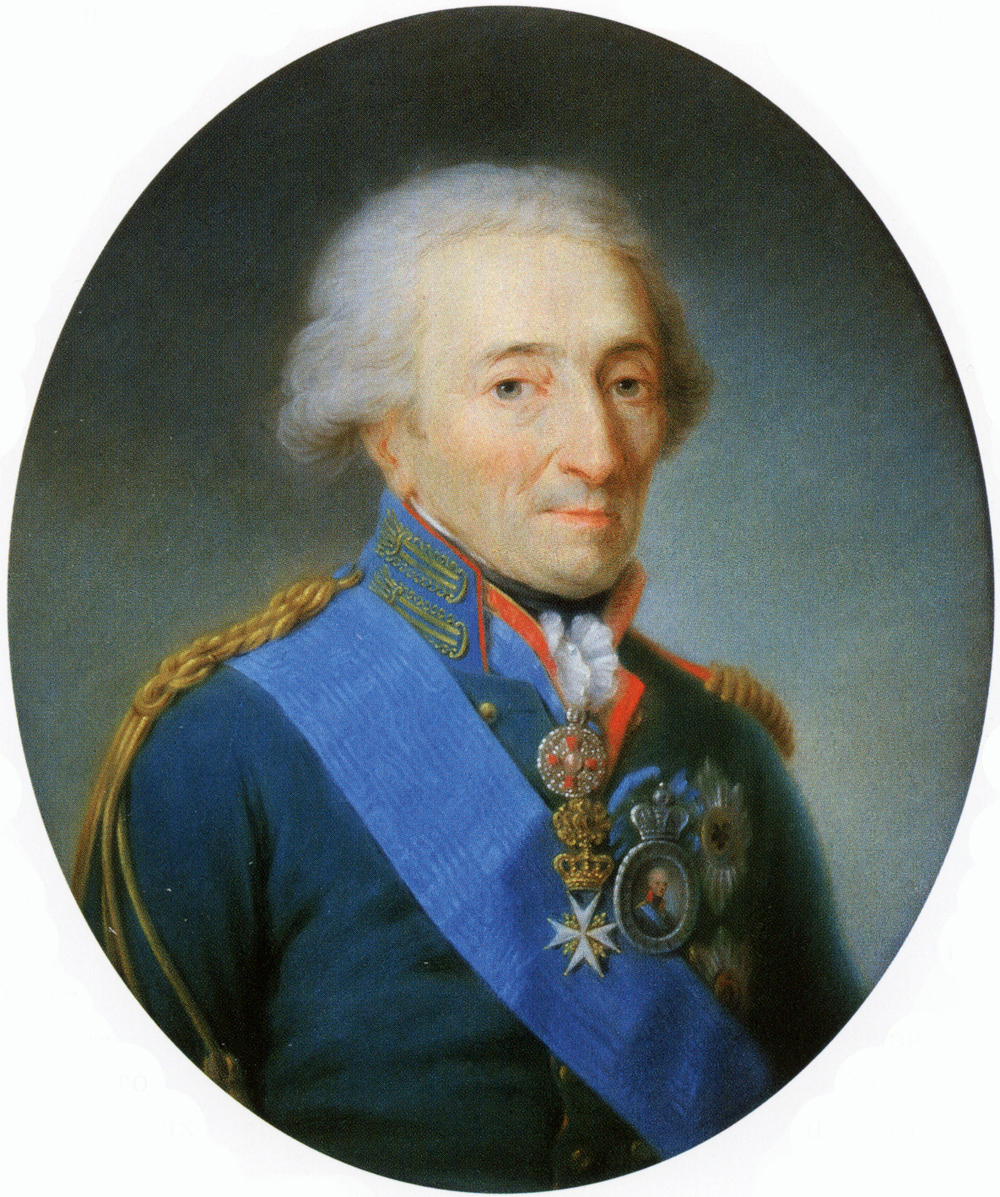
Салтыков
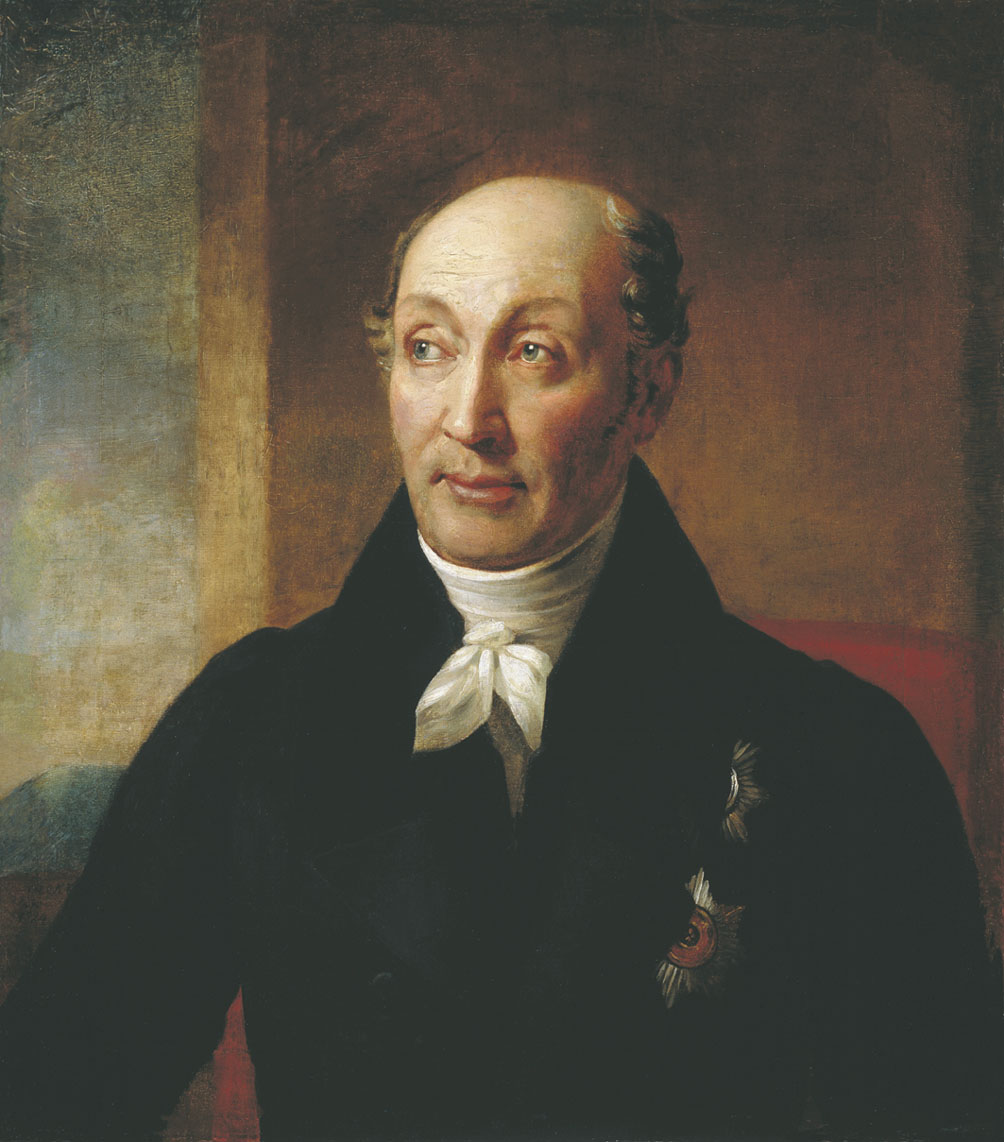
Сперанский
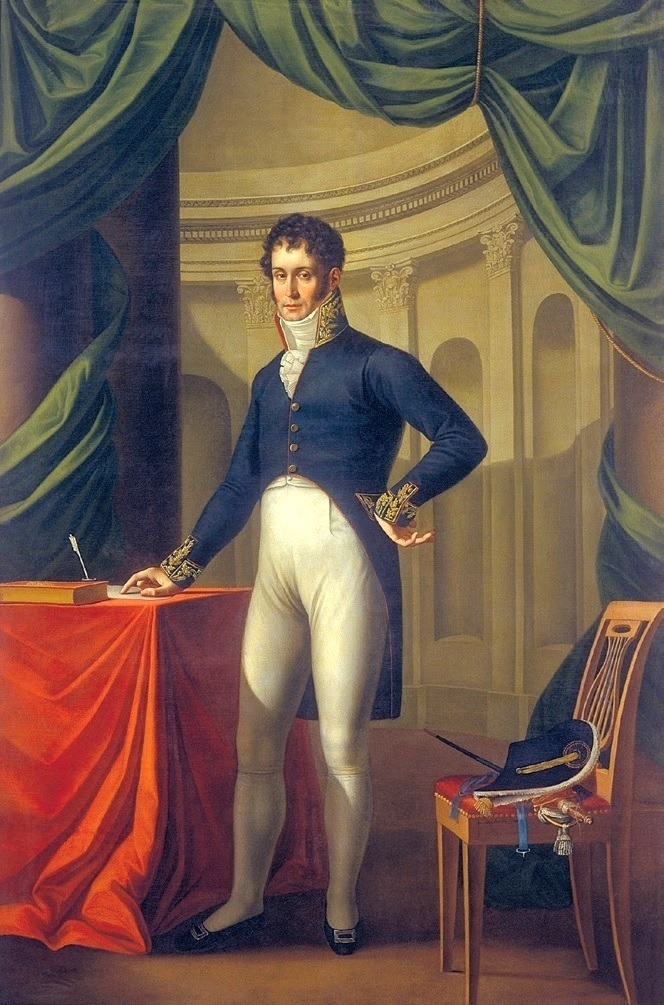
Чарторижский
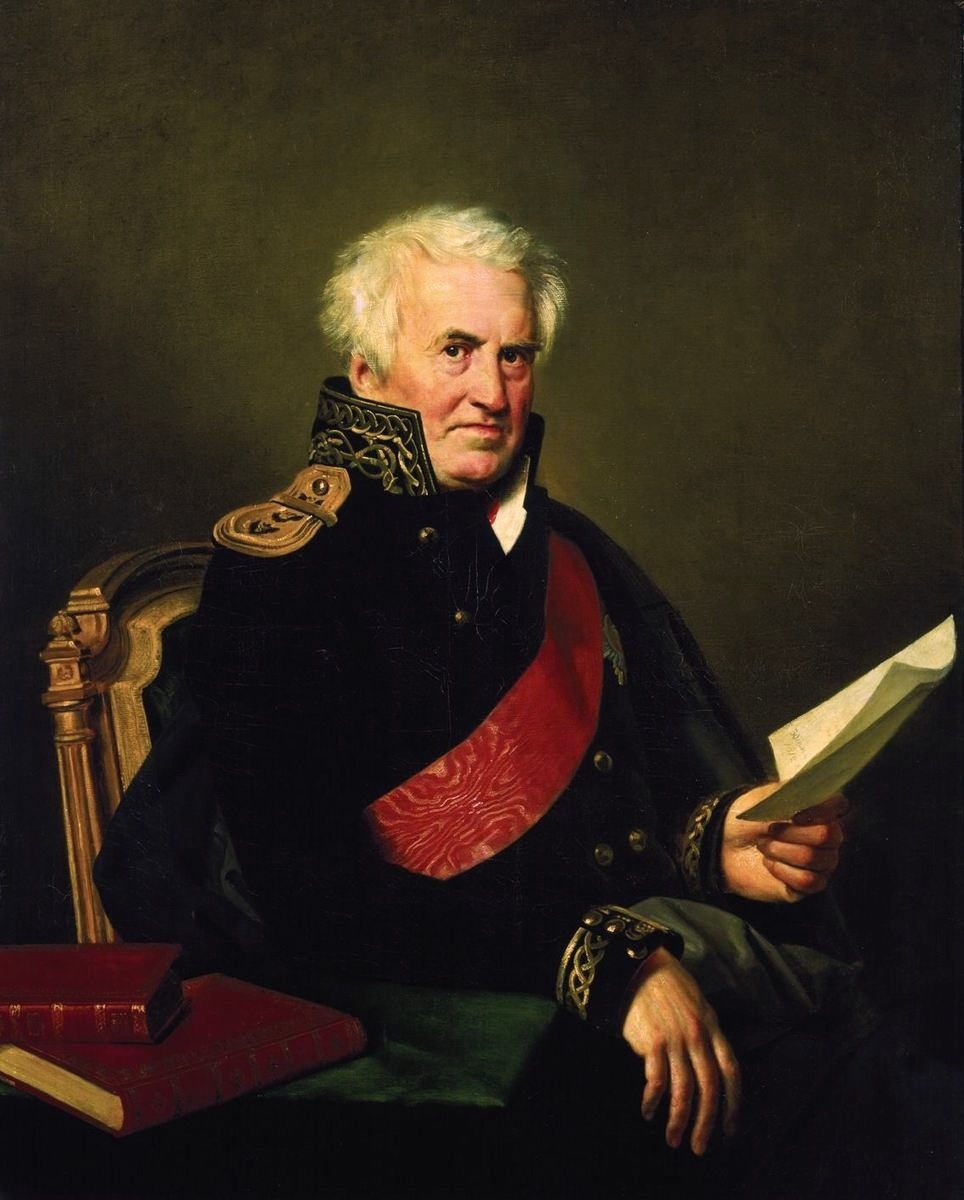
Шишков

#### Прочие
- Казимир Иванович Аш, барон, губернатор Смоленска . III, 2 ,IV
- Александр Александрович Беклешов, сопровождающий Петра Багратиона в Английском клубе . II, 1, III
- Валуев — видимо Пётр Степанович Валуев (?), член Английского клуба. II, 1, III
- Пётр Михайлович Волконский, князь. III, 1, XI
- Вяземский, князь. II, 1, II
- Сергей Николаевич Глинка, писатель, издатель «Русского вестника» . III, 1, XXII
- Жилинский, польский граф. II, 2, XIX
- Виктор Павлович Кочубей, граф. II, 3, V
- Лопухин, князь. II, 5, III
- Михаил Леонтьевич Магницкий, директор комиссии военных уставов, гость Сперанского. II, 3, V
- Аркадий Иванович Марков, граф (впервые упомянут в контексте истории платка и Наполеона). I, 3, IX
- Мещерский, князь. II, 5, XXI
- Нарышкин Александр, член Английского клуба. II, 1, III
- Столыпин, гость Сперанского. II, 3, XVIII
- Филипп Осипович Паулучи, маркиз. III, 1, XI

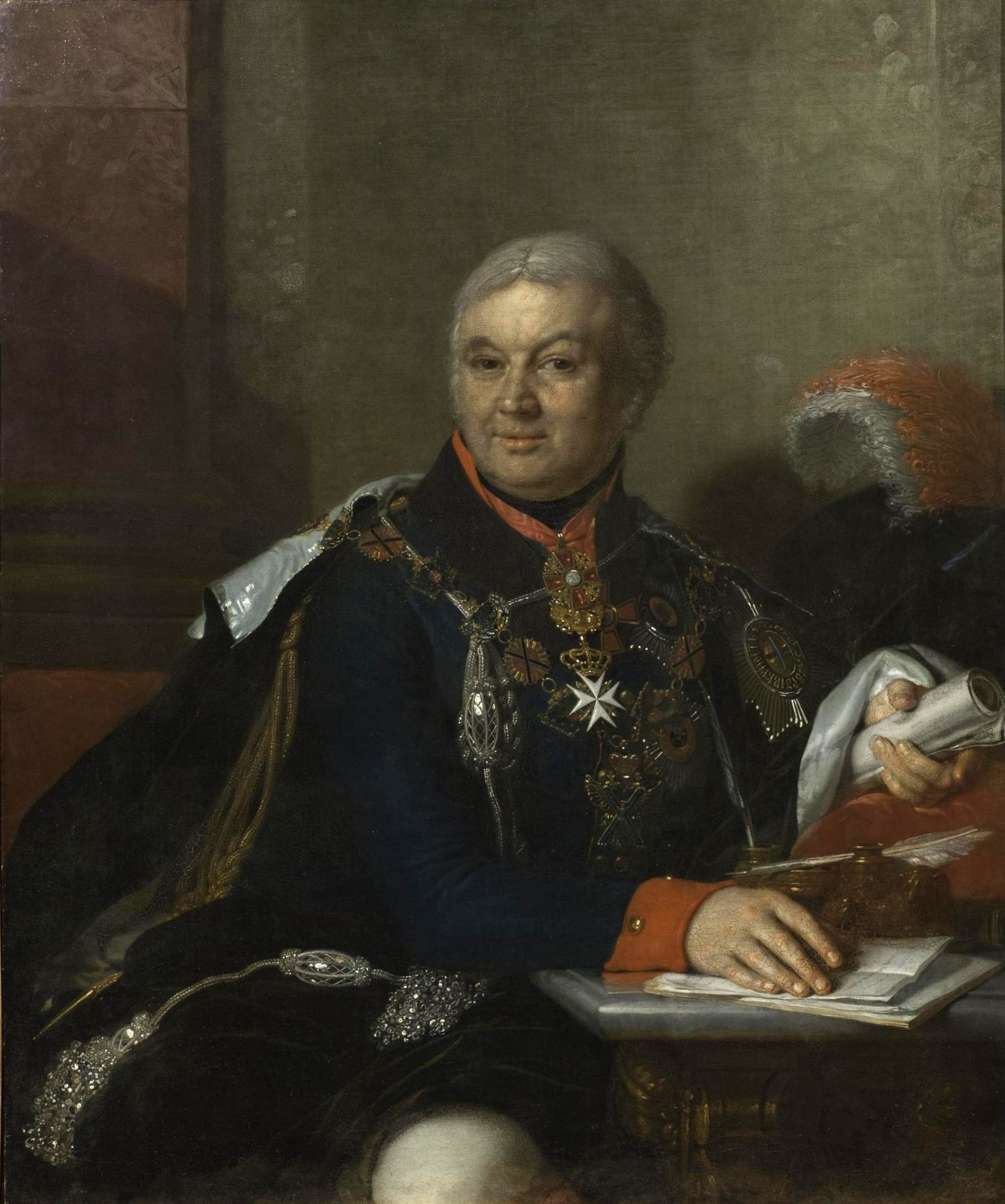
Беклешов
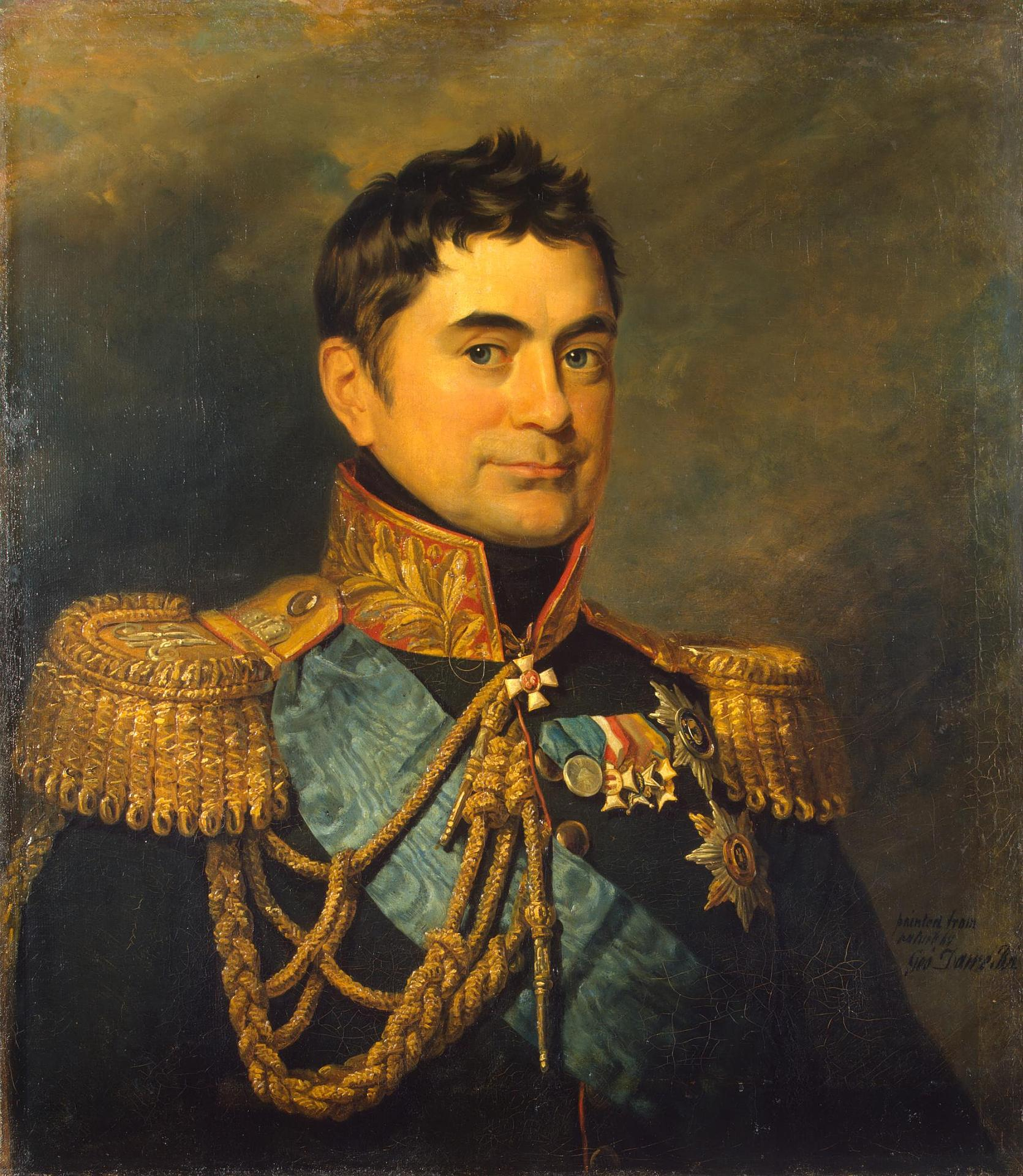
Волконский
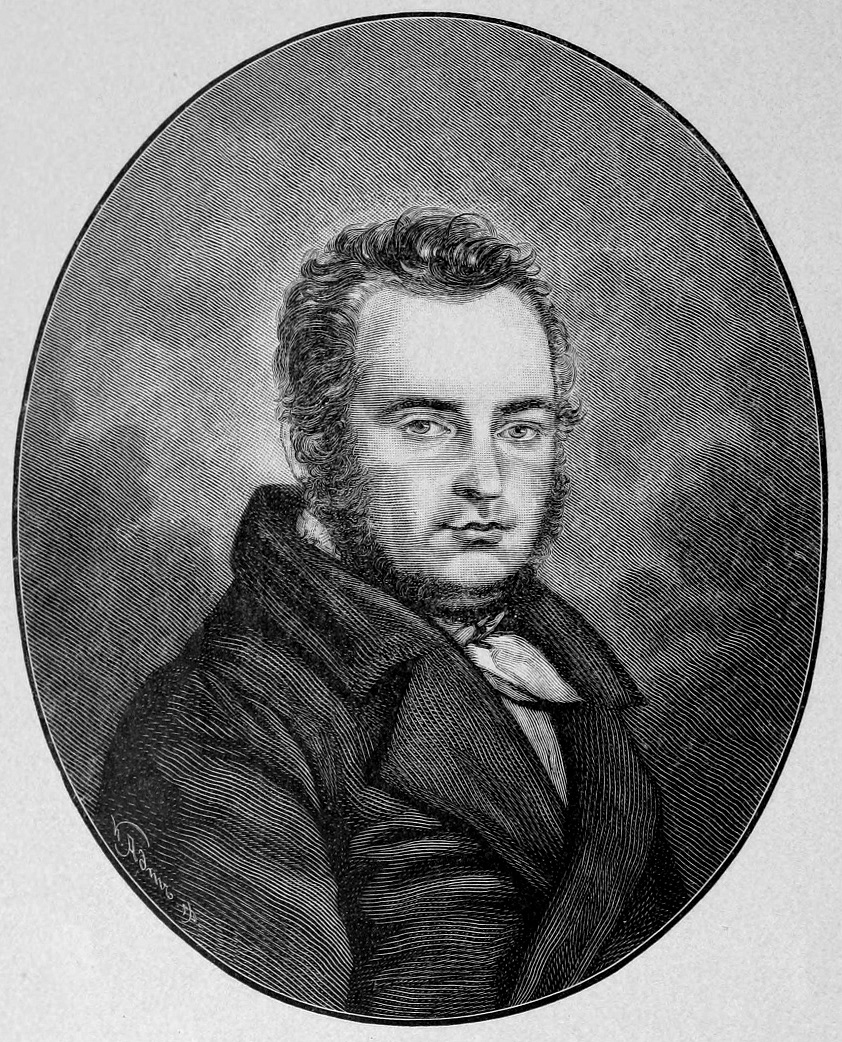
Глинка
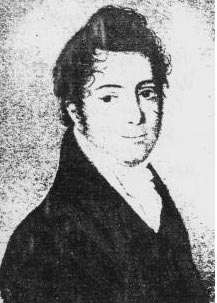
Кайсаров
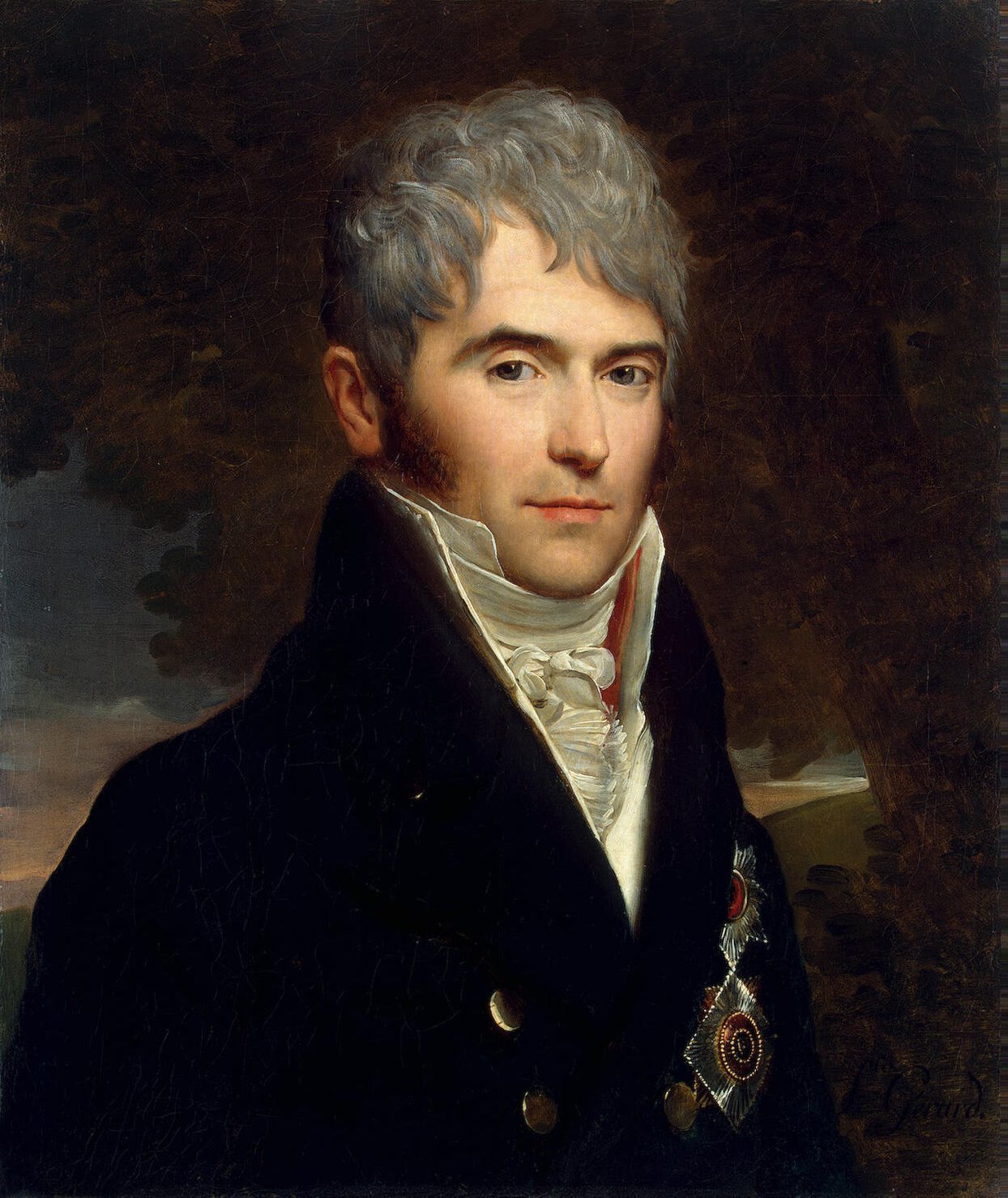
Кочубей
Магницкий
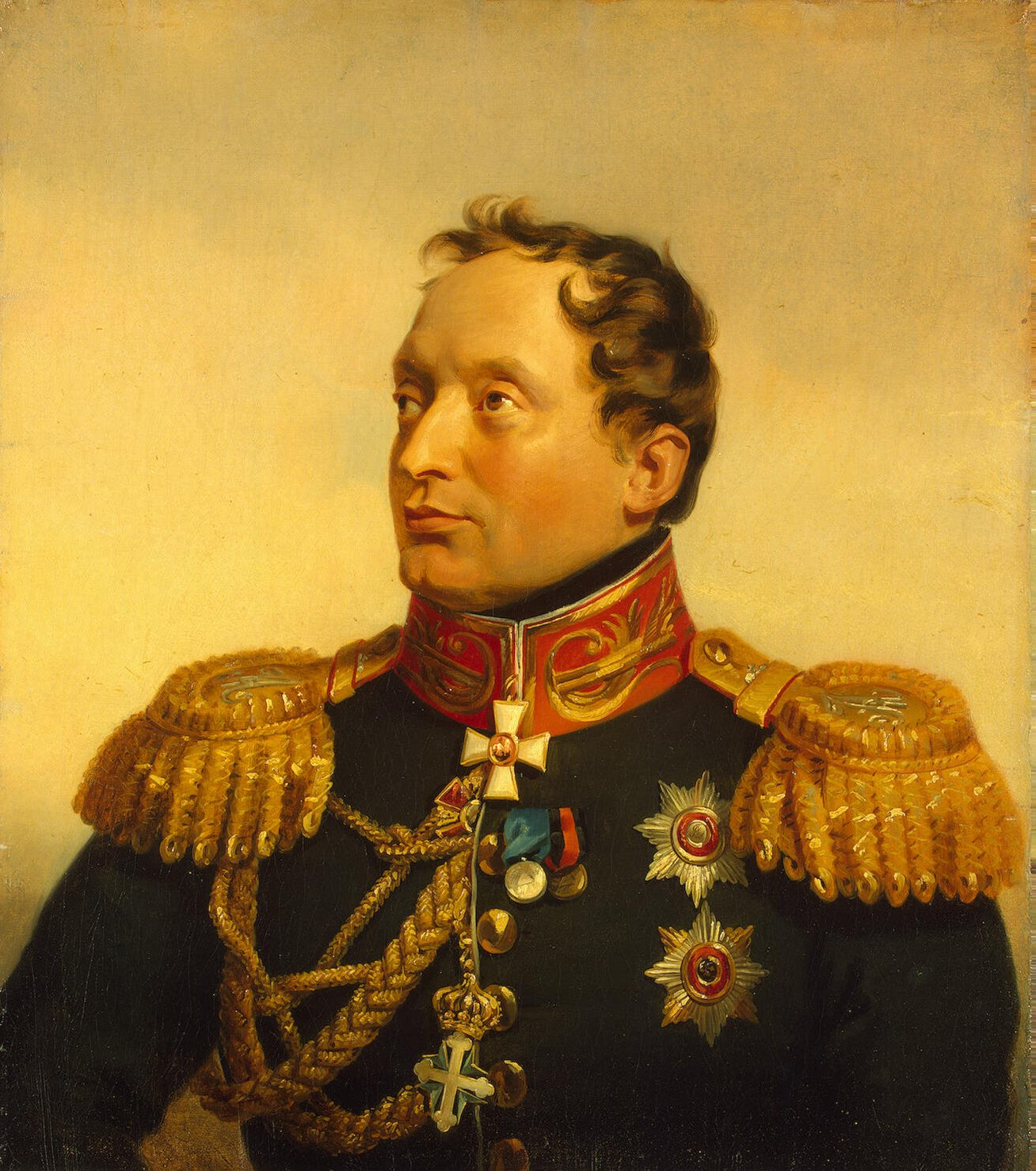
Паулуччи

#### Вымышленные

##### Петербург
- Тётушка Анны Павловны Шерер (ma tante), I, 1, II

##### Прочие
- Анна Тимофеевна Белова, старушка, живущая с Ростовыми в Лысых Горах. Э, 1, IX
- Михаил Никанорович («Дядюшка»), родственник и сосед Ростовых в Отрадном. II, 4, IV
- Губернаторша в Воронеже. IV, 1, IV
- Пелагея Даниловна Мелюкова, соседка Ростовых в Отрадном. II, 4, XI
- Жерве, гость Михаила Сперанского. II, 3, XVIII
- Илагин, сосед Ростовых в Отрадном. II, 4, VI
- Анна Игнатьевна Мальвинцева, тётка княжны Марьи. IV, 1, V
- Аграфена Ивановна Белова, соседка Ростовых в Отрадном. III, 1, XVII
- Мария Игнатьевна Перонская, фрейлина, родственница графини Ростовой. II, 3, XIV
- Бицкий, петербургский знакомый князя Андрея. II, 3, XVIII

##### Масоны
- Иосиф/Осип Алексеевич Баздеев, масон. II, 2, I. Прототип — масон Осип Алексеевич Поздеев[5]
- Вилларский, польский граф, масон. II, 2, III. Это вымышленное имя, напоминающее имя одного из известных масонов александровского царствования — графа Михаила Юрьевича Виельгорского[5]
- Смольянинов, масон, ритор ложи. II, 2, III
- Макар Алексеевич Баздеев, брат И. А. Баздеева. III, 3, XVIII

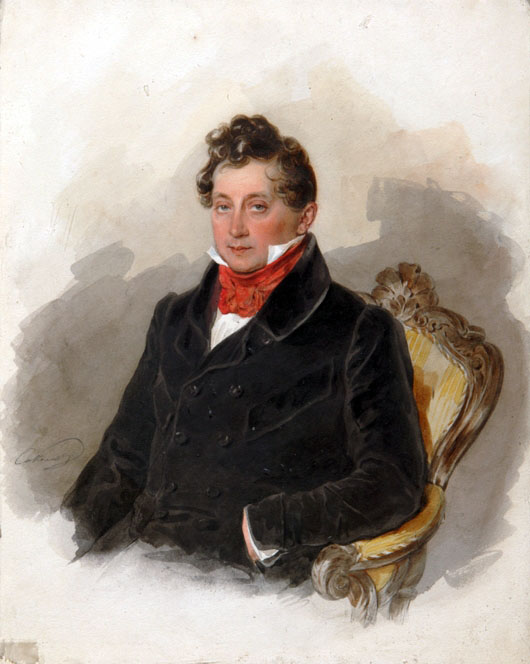
Виельгорский, Михаил Юрьевич

### Прочие сословия
- Михаил Николаевич Верещагин, сын купца, якобы автор антирусской прокламации. III, 3, XXV
- Макеев, фельдшер в госпитале. II, 2, XVII
- Марья Богдановна, акушерка. II, 1, XVIII

#### Наёмные иностранцы
- Десаль, швейцарец, воспитатель сына князя Андрея. III, 1, VIII
- Эдуард Карлович Диммлер, учитель музыки. II, 4, X
- Пётр Андреевич Иогель, учитель танцев. II, 1, XII — московский танцмейстер, учитель танцев в Московском университете, устроитель балов.
- Жобер (Jobert), иезуит. III, 3, VI
- Лоррен (Lorrain), доктор, приглашенный к графу Кириллу Безухову. I, 1, X
- Метивье, доктор. II, 5, III
- Луиза Ивановна Шосс (Schoss). II, 4, IX — гувернантка Ростовых

#### Слуги, дворовые, крестьяне
| Болконские - Яков Алпатыч, управляющий в имении князя Болконского. I, 3, III - Михаил Иванович, архитектор князя Болконского. I, 1, XXVII - Тихон, лакей князя Болконского. I, 1, XXVI - Дрон Захарович, староста в Богучарове. III, 2, IX - Иванушка, странник. II, 2, XIII - Пелагеюшка, странница. II, 2, XIII - Ферапонтов, приятель Алпатыча в Смоленске. III, 2, IV - Антон, слуга князя Андрея в Богучарове. II, 2, XI - Демьян, дворецкий в Лысых Горах. II, 1, VIII - Карп, мужик в Богучарове. III, 2, IX - Пётр, лакей князя Андрея. II, 3, I - Прасковья Савишна, няня княжны Марьи. II, 1, VIII - Филипп, официант в Лысых горах. II, 1, VIII - Катя, горничная. I, 3, III | Ростовы - Лаврушка, лакей Денисова, позже — Николая Ростова. I, 2, IV - Анисья Фёдоровна, экономка Дядюшки. II, 4, VII - Настасья Ивановна, шут графа Ильи Ростова. II, 4, IV - Васильич, человек из дворни Ростовых. III, 3, XIV - Данила Терентьич, камердинер графа Ростова. III, 3, XXX - Дуняша, горничная Наташи Ростовой. II, 3, XIII - Ефим, кучер Ростовых. III, 3, XVII - Захар, кучер графа Ростова. II, 1,I - Игнат, дворник в доме Ростовых в Москве. III, 3, XXII - Кондратьевна, горничная в доме Ростовых в Отрадном. II, 4, IX - Мавра Кузьминична, ключница в доме Ростовых в Москве. III, 3, XIII - Митька, кучер Дядюшки, балалаечник. II, 4, VII - Митька, стремянный графа Ростова. II, 4, IV - Миша, лакей в доме Ростовых в Отрадном. II, 4, IX - Мишка, мальчик из дворни Ростовых в Москве, внук Васильича. III, 3, XXII - Поля, горничная в доме Ростовых в Отрадном. II, 4, X - Прокофий, выездной лакей Ростовых. II, 1, I - Семён, музыкант, первая скрипка на балу в доме Ростовых в Москве. I, 1, XX - Тарас, возможно повар Ростовых (упоминается графом Ростовым). I, 1, XIV - Фёдор, лакей в доме Ростовых в Отрадном. II, 4, IX - Фока, повар, буфетчик в доме Ростовых в Отрадном. II, 1, VIII - Чекмарь Семён, камердинер графа Ростова. II, 4, IV - Данило, доезжачий. II, 4, III - Дмитрий Васильевич (Митенька), дворянин («дворянский сын»), домоправитель Ростовых. I, 1, VII - Максимка, садовник графа Ростова в подмосковном имении. II, 1, II | Прочие - Балага, кучер Анатоля и Долохова. II, 5, XVI. Реальный персонаж, кучер Анатолия Барятинского. - Гаврило, лакей Ахросимовой. II, 5, XVI - Герасим, слуга Баздеева. II, 2, I - Малаша, внучка хозяина избы в Филях. III, 3, IV - Евстафьевич, кучер Пьера. III, 2, XVIII - Жозеф (Joseph), лакей Анатоля Курагина. II, 5, XVII - Яков, лакей Анатоля Курагина. I, 1, IX - Аниска, крестьянка Марьи Николаевны, встречена Пьером на улице горящей Москвы. III, 3, XXXIII - Катя, дочь Марьи Николаевны, встречена Пьером на улице горящей Москвы. III, 3, XXXIII - Марья Николаевна, женщина, встреченная Пьером на улице горящей Москвы III, 3, XXXIII - Матрёна Матвеевна (Матрёша), цыганка. II, 5, XVII - Феоктист, старший повар Английского клуба. II, 1, II - Тит, старый повар Кутузова. I, 3, XII - Федченко, унтер-офицера. I, 3, XIII - Илья Иваныч, кучер императора Александра I. I, 3, XVII - Ипатка-кучер. II, 1, II - Ильюшка-цыган, II, 1, II - Иогель, «танцовальный учитель». II, 1, X - Кирюша, «юродивый — истинно Божий человек» из рассказа Пелагеюшки. II, 2, XIII - Амфилохий, святой отец из рассказа Пелагеюшки. II, 2, XIV |

## Упомянутые персонажи
Исторические лица — современники действия романа, упомянутые, но не являющиеся действующими лицами. Перечислены в порядке упоминания
Том I
- Апраксина, графиня. I, 1, X
- Архаровы, I, 1, XII
- императрица Мария Фёдоровна, I, 1, I
- английский посланник, I, 1, I — в 1805 году британским послом в Петербурге был Гренвилль Левенсон-Гоуэр, 1-й граф Гренвилль
- Граф Николай Николаевич Новосильцев, I, 1, I[14]
- Карл Август фон Гарденберг, I, 1, I
- Кристиан Август Генрих Курт фон Хаугвиц, I, 1, I
- Горчаковы, княжны, II, 1, XII
- Фердинанд Фёдорович Винцингероде, I, 1, I
- Барон Функе (le baron de Funke). I, 1, I — претендент на должность первого секретаря в Вене
- Иоганн Каспар Лафатер I, 1, I — физиогномист, писатель
- герцог Энгиенский. I, 1, III
- мадмуазель Жорж (m-lle George), I, 1, III
- Николай Петрович Румянцев[14], I, 1, V
- Александр Николаевич Голицын[14], I, 1, V
- Сергей Кузьмич Вязмитинов, петербургский военный генерал-губернатор, знаменитый тогда рескрипт государя Александра Павловича, I, 1, II
- Зубова, старая графиня. I, 1, XXVIII
- Винес, известный миниатюрист, I, 3, I
- Строганов, князь (в свите Александра I). I, 3, XV

Том II
- Г. Круг, Копенгагенский поверенный в делах, гость на вечере Анны Павловны. II, 2, VI
- Г. Шитов, гость на вечере Анны Павловны. II, 2, VI
- Эне, берейтор, «тот самый, который был в Аустерлице, подвел лошадь государя» II, 2, XX

Том III
- Юрий Владимирович Долгорукий, князь. II, 1, II
- Апраксин, граф. II, 1, III
- Пётр I (герцог Ольденбургский)
- Клеменс фон Меттерних
- Шарль Морис де Талейран-Перигор
- Мария-Луиза Австрийская — 2-я жена Наполеона
- Жозефина де Богарне — 1-я жена Наполеона
- графиня Потоцкая — возможно, Анна Потоцкая (1794—1820), автор «Мемуаров»
- Жак Александр Ло де Лористон — французский посол с 1811 года
- Александр Борисович Куракин — русский посол во Франции
- Герцог Бассано — Юг-Бернар Маре, с 1811 года был министром иностранных дел Франции.
- Каролина Бонапарт — жена Мюрата
- принц Баденский — Карл (великий герцог Баденский), брат Елизаветы Алексеевны
- Генрих Фридрих Карл фом унд цум Штейн
- король Швеции — Карл XIV Юхан Бернадот
- валашка — любовница Кутузова, молдаванка
- Николай Михайлович Каменский